# De Graeff

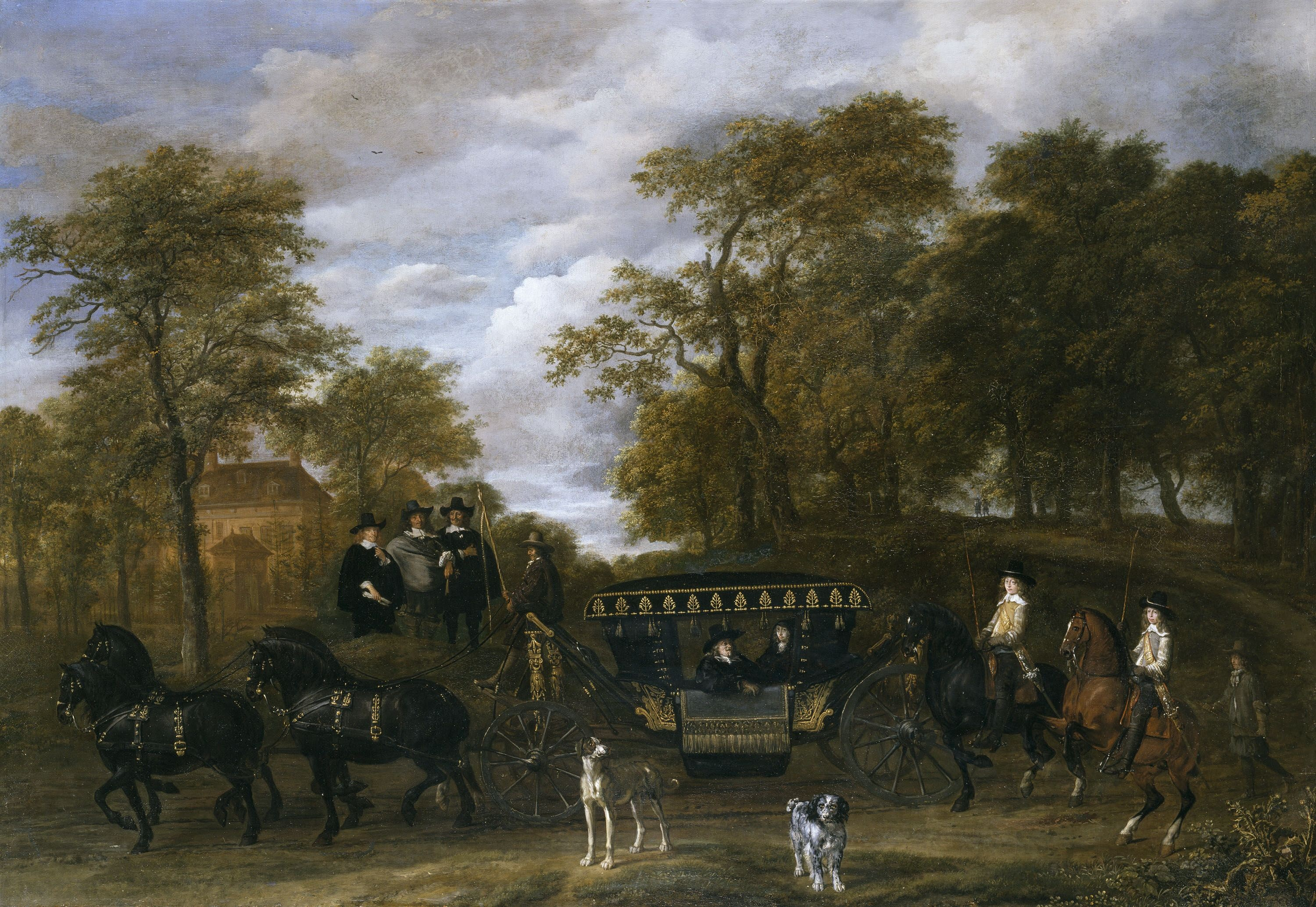
Mitglieder der Familie De Graeff bei der Ankunft in Soestdijk. Gemälde von Jacob van Ruisdael und Thomas de Keyser (1656/1660), National Gallery of Ireland

De Graeff, auch Graeff (De Graef, Graef, aber auch Graaff) sowie De Graeff van Polsbroek genannt, ist der Name eines noch heutzutage bestehenden niederländischen Patrizier- und Adelsgeschlechts. Die Familie erlebte ihren Höhepunkt im Amsterdam und Holland des 17. Jahrhunderts, dem Goldenen Zeitalter, als sie durch geschicktes Taktieren zu einem der einflussreichsten Geschlechter der niederländischen Republik aufsteigen konnte.
Der Reichtum der De Graeffs beruhte auf Handelsgeschäften und deren Heiratspolitik, bei ihrem politischen Engagement standen sie meist in Gegensatz zu den Oraniern, von denen sie mehrfach aus der Amsterdamer Stadtregierung ausgeschlossen wurden. Durch zahlreiche Heiratsbündnisse waren sie mit der Familie der Bicker verbunden. Im Laufe des Goldenen Zeitalters waren Angehörige der Familie De Graeff auch als bedeutende Mäzene tätig.

## Anfänge und Überblick

### Amsterdamer Stammlinie

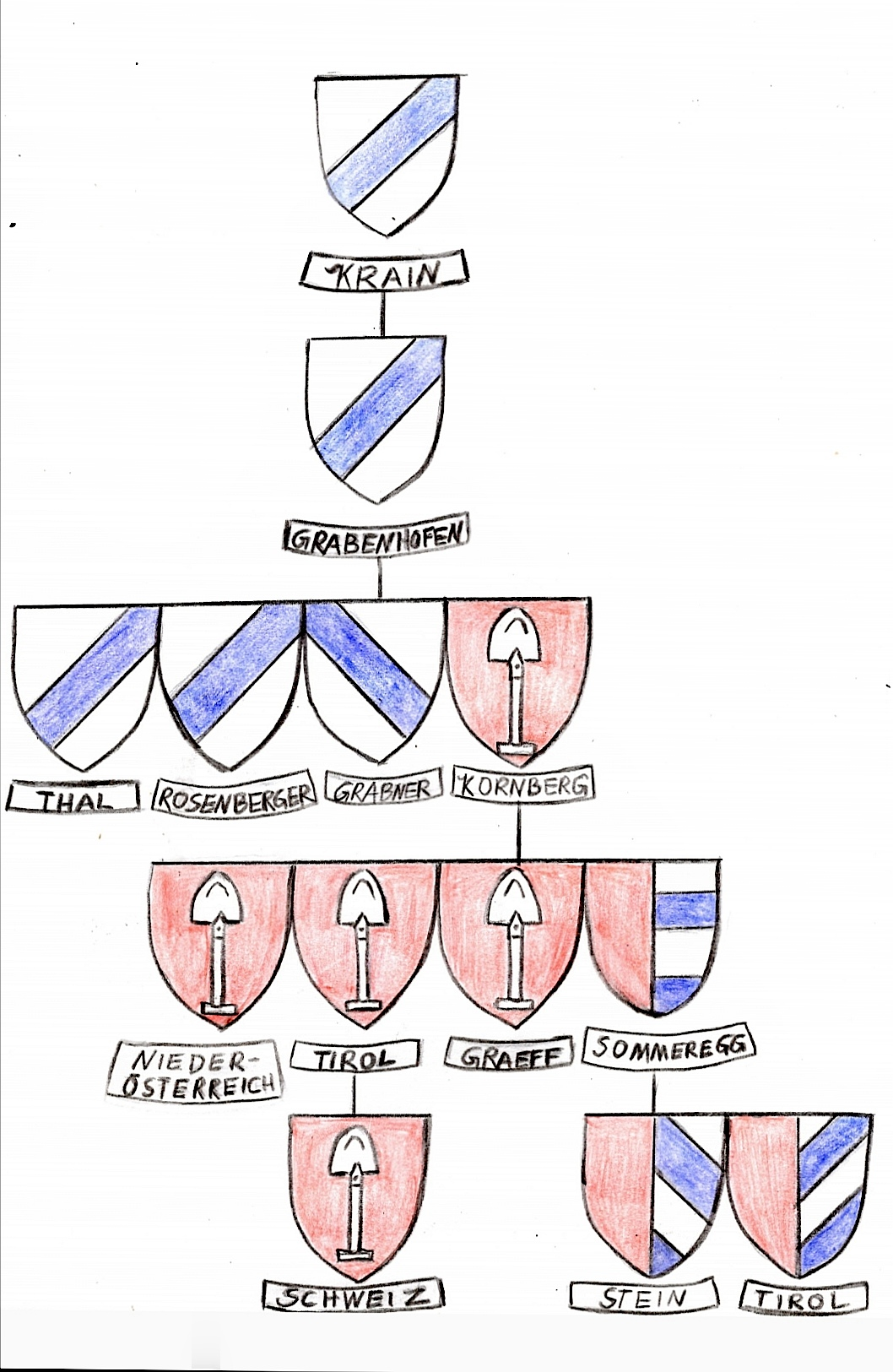
Heraldische Stammtafel der Herren von Graben sowie deren Abstammungen

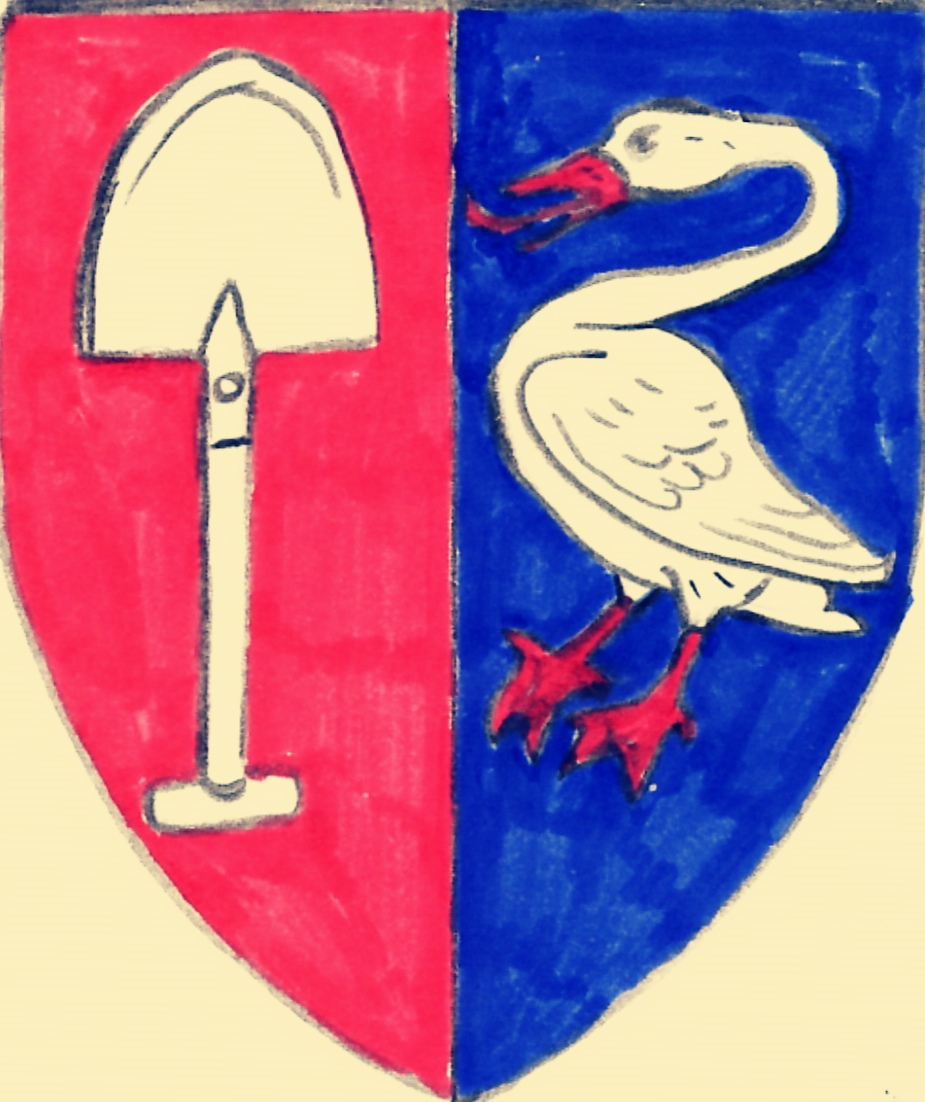
Stammwappen der Graeff (erstmals 1543 genannt)

Die Familie tritt erstmals zum Anfang des 16. Jahrhunderts mit Pieter Graeff (* 1450 oder frühe 1460er Jahre) und dessen Ehefrau Griet Pietersdr Berents in Amsterdam auf. Quellen erwähnen, dass Peter von Graben resp. Pieter Graeff ein Sohn des wohl zwischen 1476 und 1483 in Holland ansässigen Wolfgang von Graben († 1521) war. Vater und Sohn gelangten im Gefolge von Erzherzog Maximilian von Österreich [dem nachmaligen Kaiser] von Österreich nach Holland, welches jener mittels der Ehe mit Maria von Burgund erworben hatte. Als Peters Mutter wird Margarethe von Croppenstein angegeben, was aber nicht zutreffend sein kann, da jene zwar als Ehegattin eines Wolfgang von Graben aber erst im 16. Jahrhundert erwähnt wird un es sich um einen späteren Wolfgang von Graben handelt. Wolfgang trat in den Kriegsdienst ein und wurde dem Erzherzog zugeteilt. Peter vermählte sich in Holland und nahm den Namen (Pieter) de Graeff (oder De Graaff) an. Von ihm leitet das Geschlecht (De) Graeff seine Abstammung ab. Jene Von Graben entstammten dem krainischen Uradelsgeschlecht der Herren von Graben aus dem Haus der Meinhardiner. Die Quellenlage hierzu ist nicht gesichert. Griet Pietersdr Berents war eine Nachkommin von Jan Berents, Herr von Randenbroek, dem Sohn von Wouter Berensz und seiner Frau Dieuwer Willemsz de Grebber, genannt Berents, aus dem Geschlecht De Grebber. Pieter Graeff führte aber schon das Von Graben-Wappen mit dem silbernen Spaten auf rotem Grund [aber nicht den silbernen Vogel auf blauem Grund]. Die Familie Graeff übernahm von den Berents / De Grebber, den Baljuws (Vögte) des Waterlandes, deren silbernen Schwan auf blauem Grund. Ob er dieses Zeichen schon selbst führte, ist nicht bekannt. Dieses Wappenbild wurde in der Familie erstmals 1542 oder 1543 nachgewiesen.
Pieters Stamm wurde durch seinen einzig bekannten Sohn Jan Pietersz Graeff (vor 1512–1553) weitergeführt. Über jenen ist bekannt, dass er in Amsterdam im „Huis De Keyser“ (benannt nach der außerhalb des Gebäudes angebrachten „Keizerskroon“) am Damrak wohnte, wo er einen florierenden Tuchhandel betrieb. Im Jahre 1539 wurde er als deren Gildemeister angegeben. Graeff führte seinen Handel auch in Antwerpen, dem damaligen Stapelplatz für englische Leinen. Als er sich als Händler in Nordbrabant festigen wollte, intervenierten seine Söhne für seine baldige Rückkehr nach Amsterdam. Dort wurde Graeff zum Mitglied der patrizischen Stadtregierung ernannt. 1542 erhielt er ein Amt in der Vroedschap und im darauffolgenden Jahr das Amt eines Schepen. Durch seine Tätigkeit in der Stadtregierung gehörte die Familie De Graeff zu den wenigen Geschlechtern, die vor und nach der Alteratie von Amsterdam in der Regierung saßen.

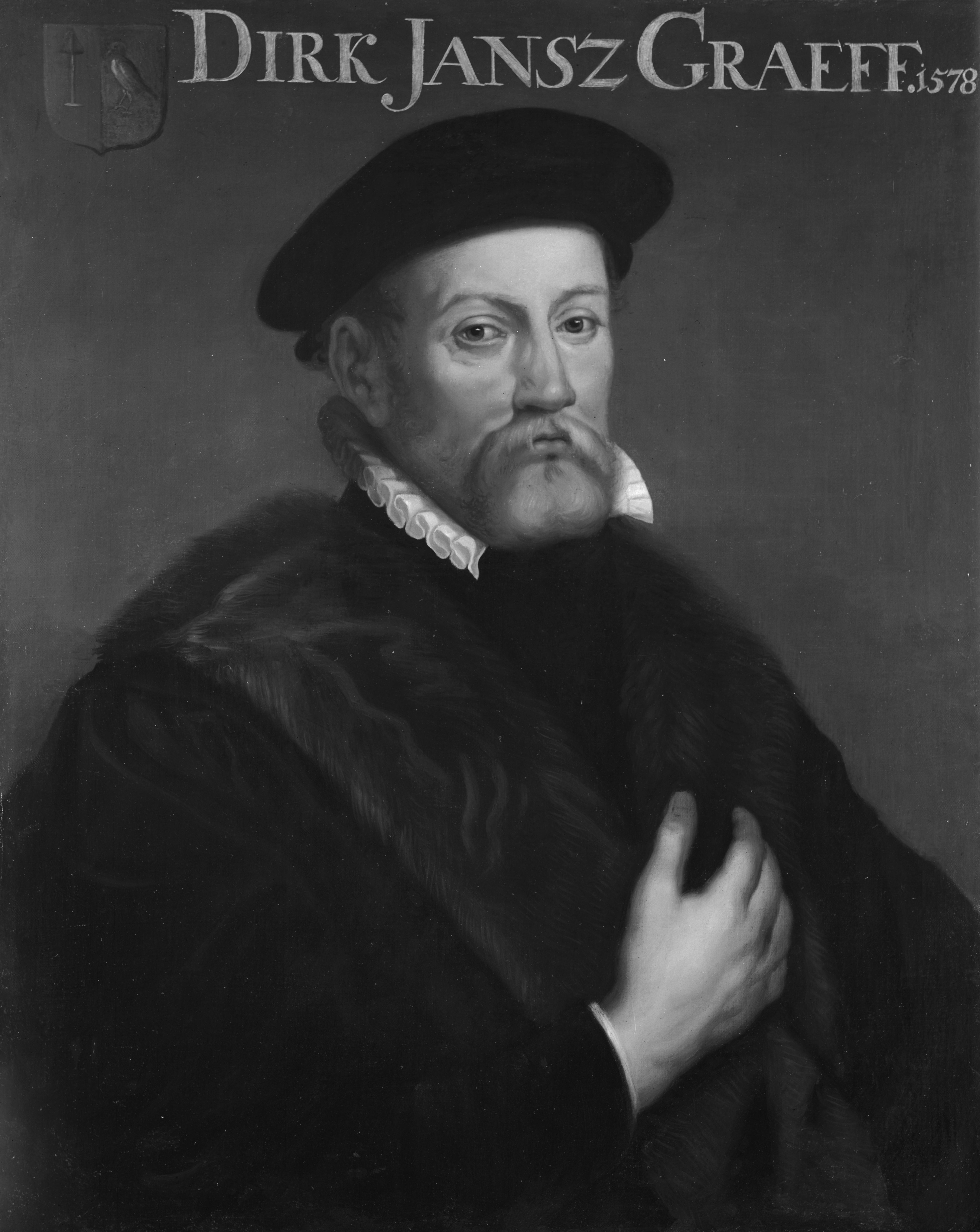
Dirck Jansz Graeff, unbekannter Künstler (ca. 1578)

Jan Pietersz Graeff hatte fünf Söhne. Der zweitgeborene Lenaert Jansz de Graeff war in den 1560er und 1570er Jahren in den religiösen Befreiungskampf der Niederlande involviert; einerseits war er unter seinem Freund Heinrich von Brederode einer der militärischen und religiösen Führer Amsterdams und wahrscheinlich als „Monseigneur de Graeff“ als Kapitän der Wassergeusen an der Eroberung von Brielle im Jahre 1572 beteiligt. In zeitgenössischen historischen Büchern wird Lenaert Jansz de Graeff neben Wilhelm II. von der Mark und Willem Bloys van Treslong als einer der Anführer der Wassergeusen bezeichnet, und sein Charakter wurde in dem historischen Roman De erfenis van de Grote Geus skizziert. Jans’ dritter Sohn Dirck Jansz Graeff (1532–1589) begründete die Hauptlinie des Geschlechts in Amsterdam. Er konnte als regierender Bürgermeister Amsterdams und Freund des Wilhelm von Oranien (Wilhelm der Schweiger) den Grundstein für den politischen und gesellschaftlichen Einfluss der Familie als Stadtherren von Amsterdam legen. Dirk Jansz war einer der Emigranten, die vor dem spanischen Heer unter dem Herzog von Alba nach Emden flüchteten. Nach seiner Rückkehr hatte er Beteiligungen an über 100 Handelsschiffen und 1584/1585 war er mit einem Vermögen von 140.000 Gulden der reichste Einwohner Amsterdams.

### Ältere Linien

#### Republik der Vereinigten Niederlanden
Von Sohn Jacob Jansz Graeff († ca. 1580), dem jüngsten Sohn von Jan Pietersz Graeff, spalteten sich Nebenlinien ab, die u. a. in den Städten Alblasserdam, Alkmaar, Leiden und Delft lebten, aber nicht gleich der in Amsterdam verbliebenen zu Einfluss gelangen konnte. Das bekannteste Mitglied war der holländische Konteradmiral Albert Claesz de Graeff, ein Urenkel von Jacob Jansz Graeff. Ob sich heute noch Nachkommen aus diesen Zweigen zurückführen, ist nicht bekannt.
Darüber hinaus existieren Nachkommen von Jacob Jansz Graeffs außerehelichem Sohn Adriaan Jacobsz Graeff, über deren Wirken aber nichts weiteres bekannt ist.

#### Altes Deutsches Reich

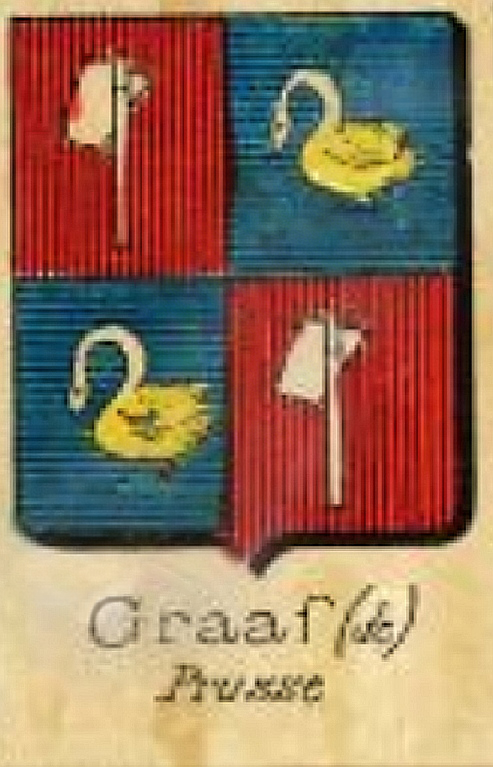
Wappen der Familie De Graaff/De Graaf in Preußen mit dem niederländischen De Graeff-Wappen (Graaff (de), Prusse - Orig. de Hollande) im Rietstap

Ein weiterer Zweig der Familie lebte in Holland und in Preußen (Deutschland). Gemäß dem Genealogisches Taschenbuch der Ritter- u. Adels-Geschlechter entstammte die preußische Familie De Graaff des 19. Jahrhunderts der Amsterdamer Linie der De Graeff. Danach soll der preußische Zweig von Dirk Reynier de Graaff (genannt 1596), einem Sohn des Lenaert Jansz de Graeff (Leonardus de Graaff; 1525/30 - vor 1578), abstammen. Weshalb diese Familie, von der keine Erhebung in dem Adelsstand nachweisbar ist, in einem genealogischen Werk über Adelsgeschlechter erscheint, ist nicht nachvollziehbar. Diese Abstammung wird auch von Rietstap Armorial Général bestätigt, der das (De) Graeff-Wappen auch durch Träger im vormaligen Preußen als Graaff (de), Prusse - Orig. de Hollande (auch de Graaf geschrieben) registrierte. Das Wappen ist im Original wie folgt beschrieben: Graaff (de) Prusse – Orig. de Hollande – Écartelé aux 1 et 4 de gueules à une bêche d’argent le fer en haut aux 2 et 3 d’azur à un cygne d’argent Cimier la bêche sommée de trois plumes de paon au naturel Lambrequin d’argent et de gueules. Die Blasonierung beschreibt neben dem Spaten einen Schwan [keine Gans, die die De Graeffs ab 1655/78 als (Vrij)heeren van Purmerland en Ilpendam anstatt des Schwan führten], was eine Abstammung aus der Amsterdamer Stammlinie vor 1638 (dem Tod des Jakob Dircksz de Graeff) bezeugt.
In den 1870er Jahren gingen die Gebrüder Gérard Hendrik Reinardus de Graaff (1853–1917) und Henri (Heinrich) de Graaff (1857–1924), Söhne des Juristen Reinardus Joostinus Marinus de Graaff (* 1829) aus Den Haag, als Offiziere in den preußischen Militärdienst. Heinrich avancierte im Ersten Weltkrieg zum preußischen Generalleutnant, Gérard Hendrik Reinardus zum Generalmajor. Beide waren auch in Berlin wohnhaft. Es ist nicht bekannt, ob daraus eine Nachkommenschaft besteht.

##### Namensähnlichkeiten
Der Deutsche Herold aus 1872 beruft sich in einer seiner Ausgaben im Zusammenhang mit der holländischen Familie De Graeff auf das Lebedursche Adelslexikon, welches im Zeitraum des 17. und 18. Jahrhunderts vier Familien des Namens von Graaff und von Graffen (auch De Grave, De Graff und De Gref) ohne genealogische Herkunft aufzählt, wovon die erste im Rheinland, die zweite im Rheinland und in Westphalen, die dritte in Sachsen, sowie die vierte Familie ohne geografische Zuordnung vermeldet wird (näheres unter Graff). Weiters schreibt Der Deutsche Herold: Der Name de Grave, oder Graf, Graeff klingt ganz niederländisch, so dass wohl an einen Zusammenhang mit dem in Nr. 11 dieser Zeitschrift erwähnten Geschlechte (in der Nr. 11, Nachrichten über die Familie de Graeff), gedacht werden könnte. Weiters wird angeführt: In der Preussischen Armee zeigen sich im vorigen und diesem Jahrhundert mehrere Offiziere, die den Namen v. Graef, v. Graff, v. Graffen, v. Graefen haben, aber es mangelt an Kennzeichen zu welchen der vier eingangs erwähnten Geschlechter sie gehören. Neben einer Aufzählung von Offizieren dieser Namen bekundet es dort im Jahre 1711 auch einen Fähnrich von Graeff, bei dem aber keine genealogische Herkunft zu finden ist. Trotz Namensähnlichkeiten ist nicht von verwandtschaftlichen Beziehungen zu den ursprünglich niederländischen Graeff resp. De Graeff auszugehen, da die Familien unterschiedliche Wappen führten.

## Die Amsterdamer Stammlinie

### Politisches Erbe

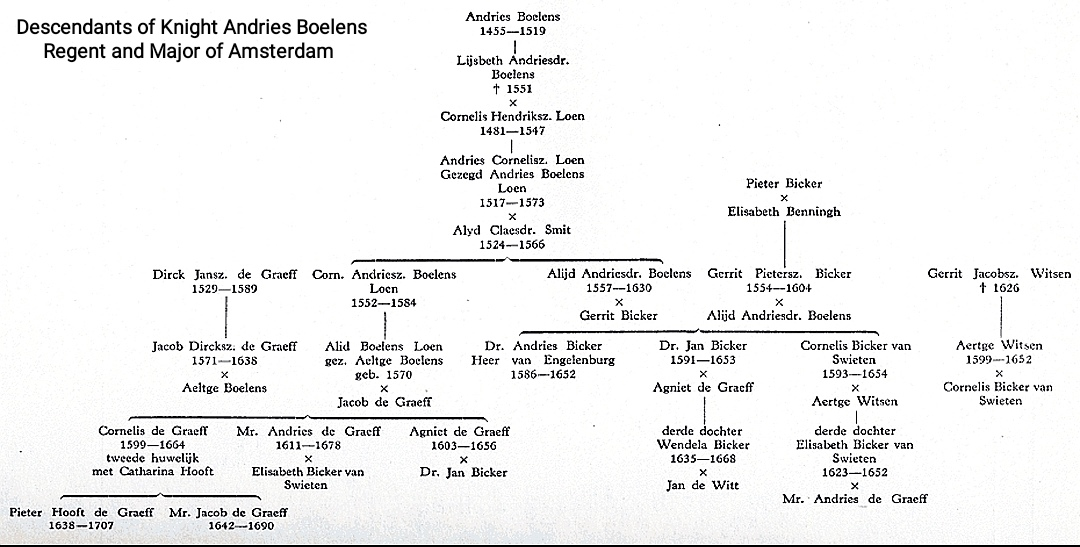
Übersicht über die maßgeblichen Familienbeziehungen der Amsterdamer Oligarchie um die Geschlechter Boelens Loen, De Graeff, Bicker (van Swieten), Witsen sowie Johan de Witt im Goldenen Zeitalter.

Cornelis de Graeff (1599–1664), Enkelsohn des Dirk Jansz Graeff, hielt fest, dass die alten Amsterdamer keine genealogische Aufzeichnungen über ihre Familien führten, und über die vorherige Generation nicht mehr wussten als das, was sie von ihren Vätern und Großvätern gelernt haben. Die Daten seiner eigenen Familie in Amsterdam reichen nicht sehr weit zurück:
Und zunächst beginne ich mit der Familie der Graven, von der ich väterlicherseits abstamme. Dies ist eine Familie aus Amsterdam, die aus dem Haus 'de Keijser' stammt, das sich am Waeter befand (= jetzt Damrak Nr. 91). Dieses Haus zeigt den Eindruck seines gewölbten Aussehens, im Besitz von Jan Pieters de Graeff und dann von Dirck Jans de Graeff, der dieses Haus auch verkaufte. Auch mein Vater Jacob de Graeff und seine Brüder wurden hier geboren.
Die Familie De Graeff hat daher nie das Alter ihrer Familie in Amsterdam herausgestellt. Die Gebrüder Cornelis und Andries de Graeff sahen sich zusammen mit ihren Cousins Andries und Cornelis Bicker als politische Erben der alten Regentenfamilie Boelens an, deren katholisch gebliebene Hauptlinie 1647 in männlicher Linie ausgestorben war. Sie hatten von ihren Boelens-Vorfahren die Vornamen „Andries“ und „Cornelis“ übernommen. Wie in einer Dynastie heirateten im 17. Jahrhundert häufig Mitglieder der Familien Bicker und De Graeff, um ihr politisches und wirtschaftliches Kapital zusammenzuhalten. Cornelis’ großer historischer Vorfahre war Andries Boelens (1455–1519), der einflussreichste mittelalterliche Bürgermeister der Stadt. Beide Familien, De Graeff und Bicker, stammen in weiblicher Linie von Boelens ab, Er durfte fünfzehn Mal das Bürgermeisteramt von Amsterdam bekleiden.

### Regentenmacht im Goldenen Zeitalter
Jakob Dircksz de Graeff, einer der Söhne von Dirck Jansz Graeff, baute den gesellschaftspolitischen Einfluss der Familie innerhalb der Stadtregierung und in den republikanischen und protestantischen Kreisen Hollands weiter aus. Er war für seine freidenkende, republikanische Gesinnung, aber auch Ruhmsüchtigkeit bekannt, und trat gemeinsam mit seinem Neffen Andries Bicker für die Anerkennung der Remonstranten in Amsterdam ein. Nach dem politischen Ende von Reinier Pauw kam die Leitung der Stadtregierung in die Hände der arminischen Clique rund um De Graeff und Bicker. Diese gab auch der, seit der Ermordung von Johan van Oldenbarnevelt geschwächten, republikanischen Staatspartei neue Impulse.
Im Laufe des Goldenen Zeitalters der Niederlande kamen die Mitglieder der Amsterdamer Stammlinie der Familie De Graeff in harsche Kritik zum sich immer mehr ausbreitenden Einfluss des Hauses von Oranien-Nassau. Gemeinsam mit den führenden republikanischen Staatsmännern, den Gebrüdern Bicker und den De Witts waren diese Geschlechter für eine Aufhebung der Statthalterschaft, zumindest in der Provinz Holland. Die Geschlechter De Graeff und Bicker exemplarisch, trachteten den zentralistischen, autokratischen Regierungsstil der florentinischen Medici nachzuahmen. Am Höhepunkt des Goldenen Zeitalters der Niederlande, der Ersten Statthalterlosen Periode von 1650 bis 1672, lag die politische Macht innerhalb Hollands hauptsächlich bei zwei staatsgesinnten, sprich republikanischen, Familien. In Amsterdam lag diese bei den Gebrüdern Cornelis de Graeff und Andries de Graeff, und in Den Haag bei den Gebrüdern Johan und Cornelis de Witt, den Anführern der staatsgesinnten (republikanischen) Fraktion Hollands, was durch deren enge Zusammenarbeit und gegenseitige Verwandtschaft verstärkt wurde. Aufgrund der ökonomischen Macht und der dadurch entstandene politischen Führung von Holland und im Speziellen von Amsterdam innerhalb der Niederländischen Republik fiel den städtischen Regenten speziell im Goldenen Zeitalter auch eine eminente außenpolitische und diplomatische Rolle zu, was Andries de Graeff folgend formulierte: Die Macht ist herrlich, doch voller Sorgen. Der niederländische Historiker und Archivar Bas Dudok van Heel meinte über die Macht der Familien wie die der de Graeff und Bicker: In Florenz wären Familien wie Bicker und De Graeff ungekrönte Fürsten gewesen.

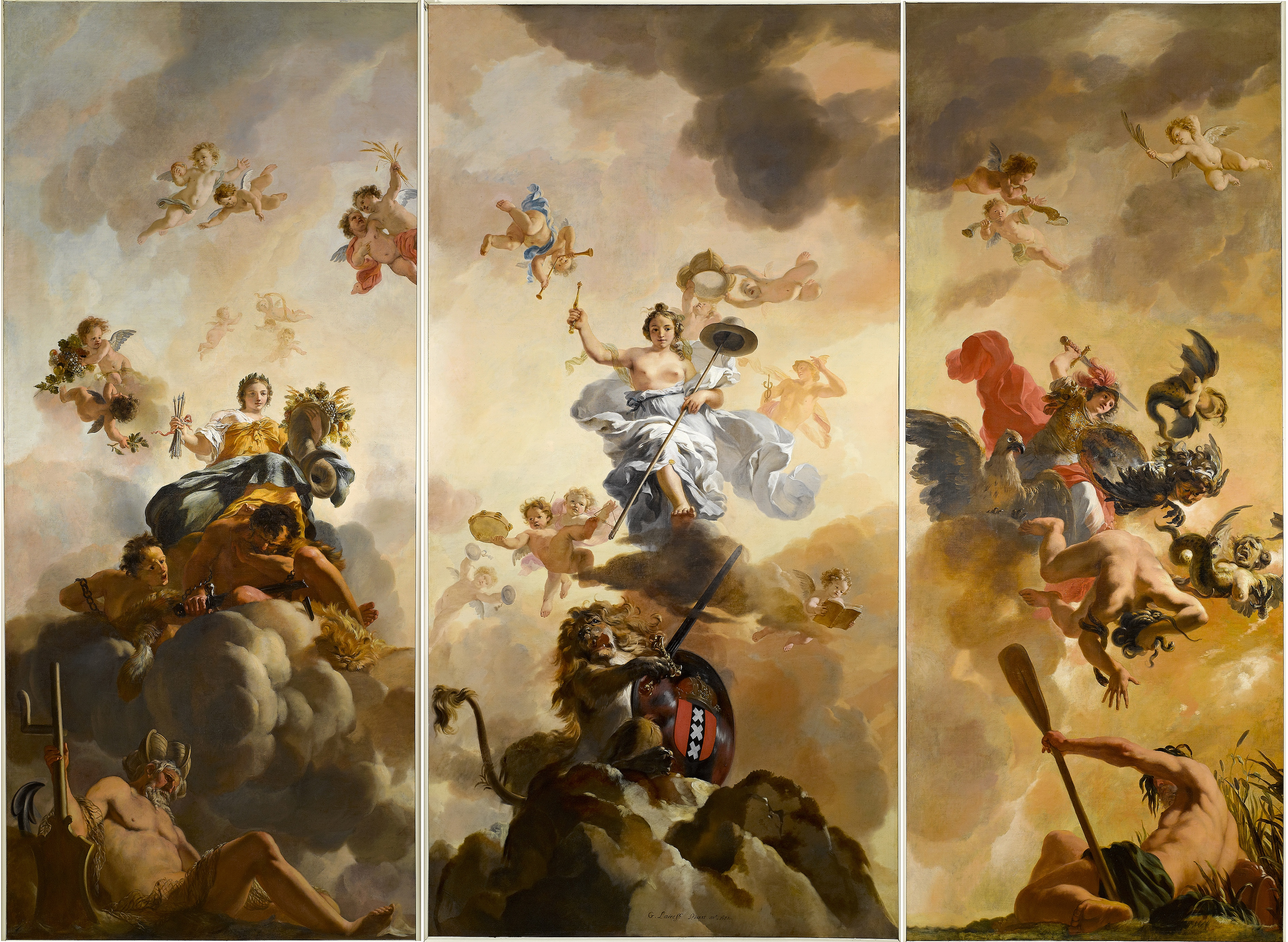
Gerard de Lairesse, „Triomf der Vrede“ (Triumph des Friedens), drei Deckengemälde mit seinen Teilen von links nach rechts: Einheit, Freiheit, Sicherheit (1671/72). Die Gemälde symbolisieren die Rolle von Andries de Graeff als Beschützer der wahren Freiheit der niederländischen Republik (heute im Den Haager Friedenspalast)

Als herausragende Persönlichkeit des Geschlechts (des Goldenen Zeitalters) ist Jacob Dircksz ältester Sohn Cornelis de Graeff anzuführen, der während seiner Regentschaft in Amsterdam in enger politischer und ökonomischer Kooperation mit seinem Neffen Johan de Witt, dem Ratspensionär der Republik der Vereinigten Niederlande stand. Im Laufe der 1640er Jahre trat die republikanische Elite Hollands, die De Graeff, Bicker sowie Jacob de Witt für eine Beendigung des Krieges mit dem Königreich Spanien sowie einer Reduzierung der Landstreitkräfte ein. Dieser andauernde Kriegszustand verhinderte das wirtschaftliche Wachstum und die gesellschaftliche Entwicklung der Vereinigten Niederlande. Ebenfalls stärkte dieser Kriegszustand die Macht des Statthalters als Oberbefehlshaber der Streitkräfte, etwas das nicht im Sinne der Republikaner war. Dies verstärkte den Konflikt zwischen ihnen und Statthalter Friedrich Heinrich von Oranien sowie den Reformierten Hollands. 1648 traten die Vereinigten Niederlande aufgrund des immensen politischen Drucks des gesamten Bicker-De Graeff Clans in Friedensverhandlungen mit Spanien, um beim Frieden von Münster den Achtzigjährigen Krieg zu beendigen.
Bis zu seinem Tod im Jahre 1664 erfüllte De Graeff das Bürgermeisteramt der Stadt Amsterdam, dem republikanischen Zentrum der Vereinigten Provinzen der Niederlande. De Graeff hatte aber nicht nur die Interessen dieser im Sinn, sondern auch die von Holland und den politischen Ausgleich mit den anderen niederländischen Provinzen.
Als Cornelis Bruder Andries de Graeff 1671 mit seiner Staatgesinnten Partei erneut an die Macht gelangte, war es für ihn an der Zeit dieses, die „Ware Vrijheid“ der Republik, in einem Gemäldethema in seinem Bürgermeistersaal zu positionieren. Gerard de Lairesse stellte im Triomf der Vrede die Rolle der Familie De Graeff als die Beschützerin der republikanischen Staatsform, Verteidiger der Freiheit, dar. Es ist auch als Aussage zur Gegnerschaft und gegen die Rückkehr zur oranischen Statthalterschaft zu verstehen. Im Rampjaar 1672, nach dem politischen Ende des Regimes von Johan de Witt und dem damit verbundenen politischen Ende der republikanischen Stadtregenten, wurde die Familie De Graeff von dem neuen Statthalter Wilhelm III. von Oranien-Nassau und Gillis Valckenier, Amsterdams neuem starken Mann, von ihren innegehabten Ämtern ausgeschlossen.

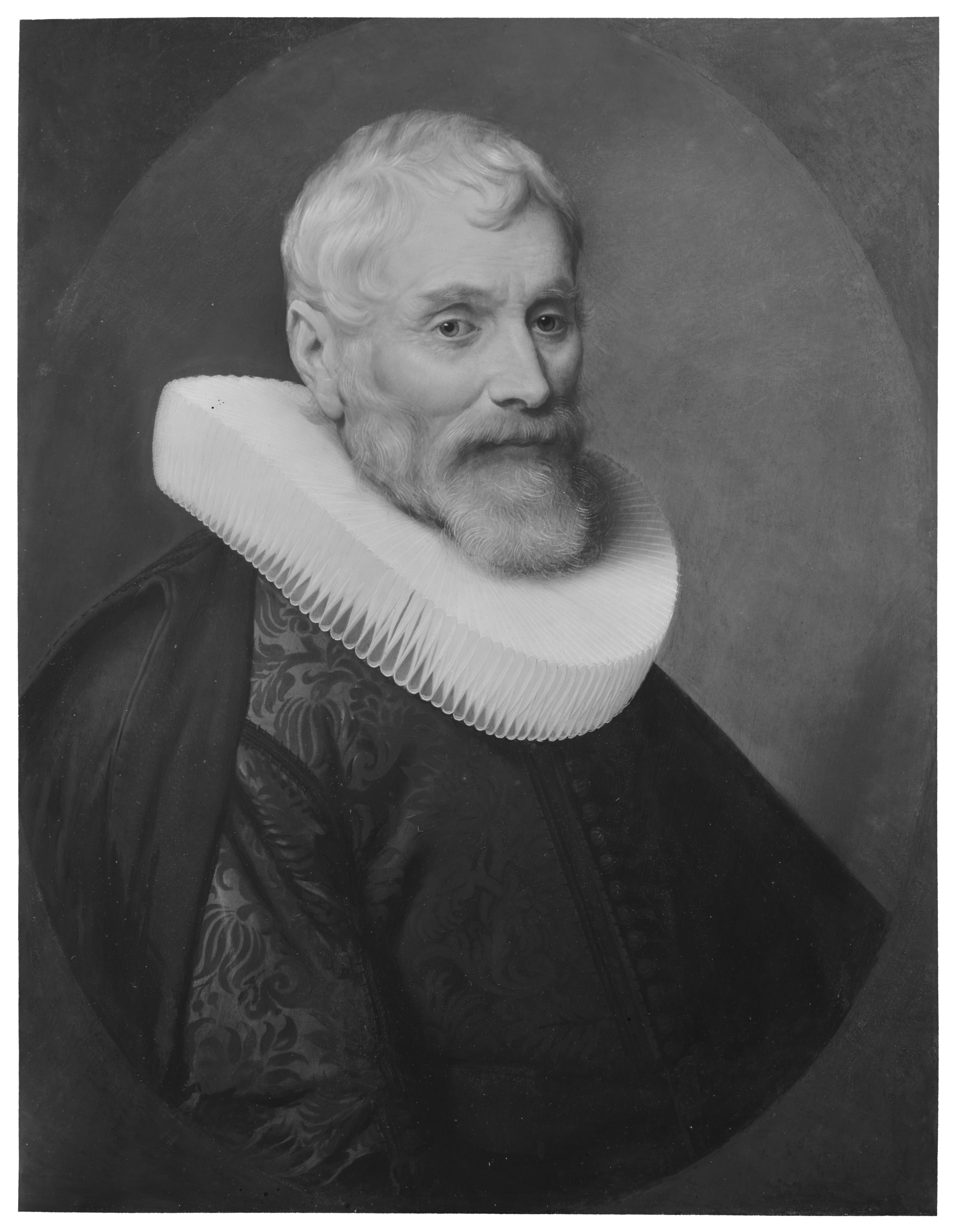
Jakob Dircksz de Graeff (1571–1638)
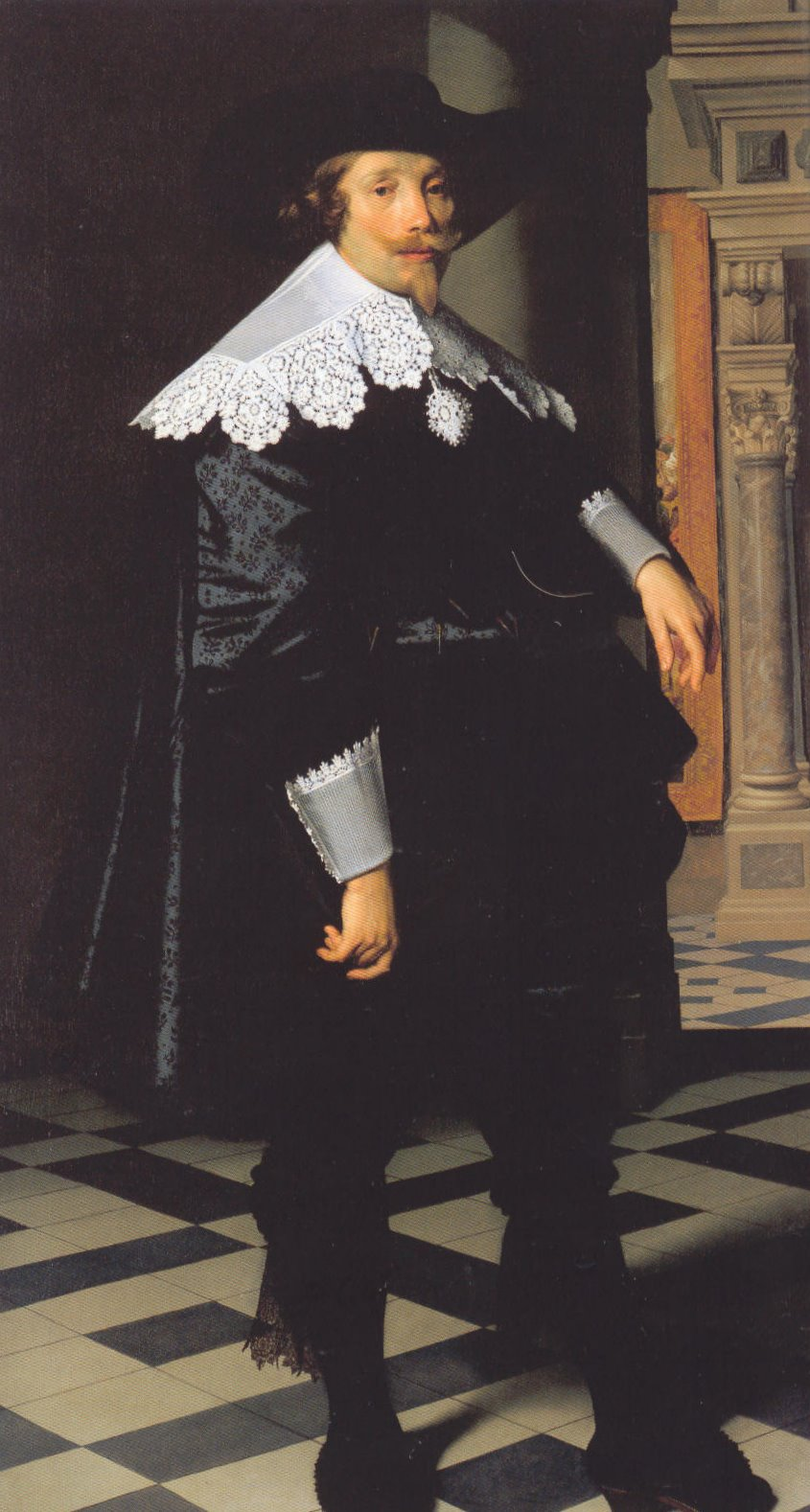
Cornelis de Graeff (1599–1664)
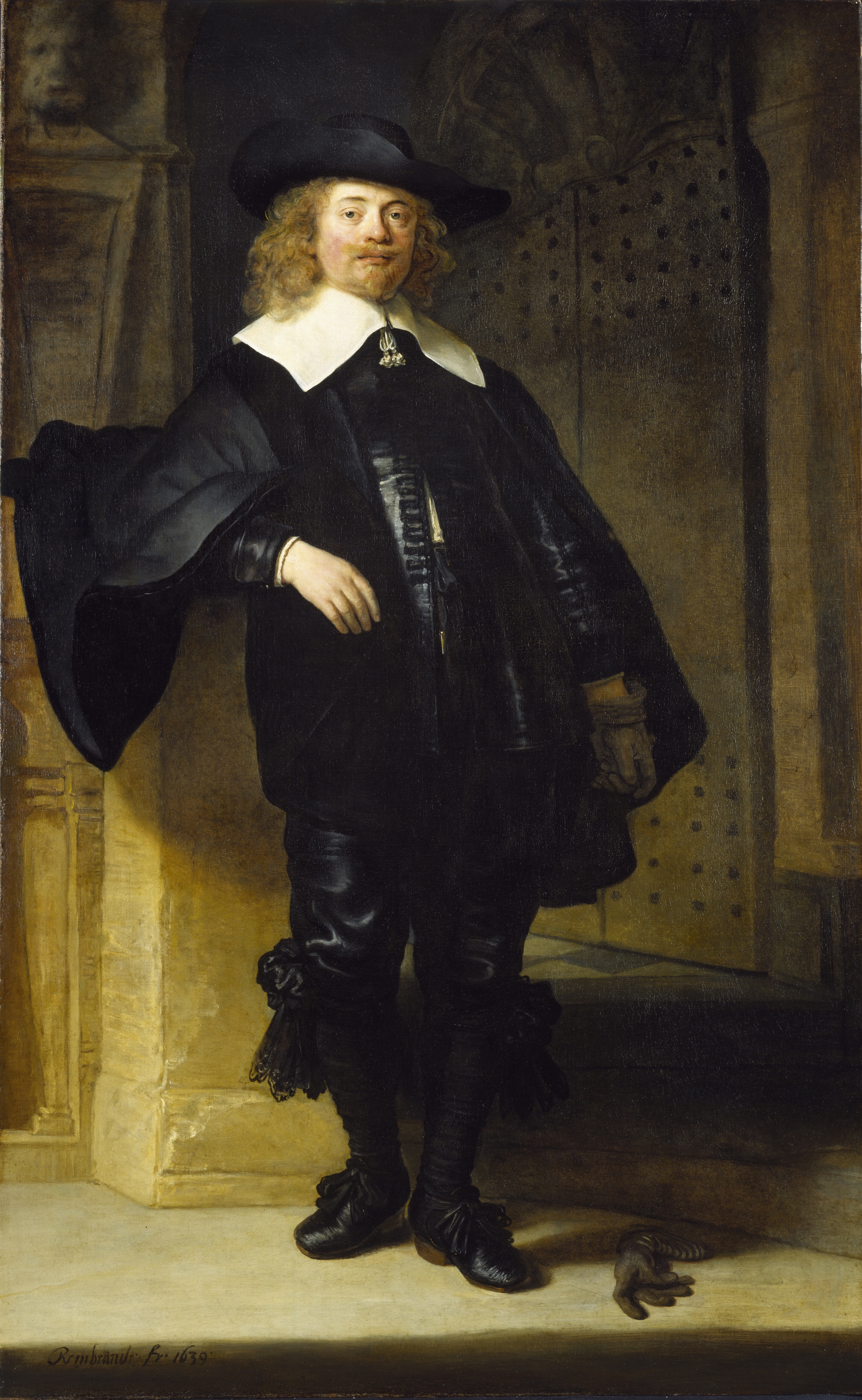
Andries de Graeff (1611–1678)
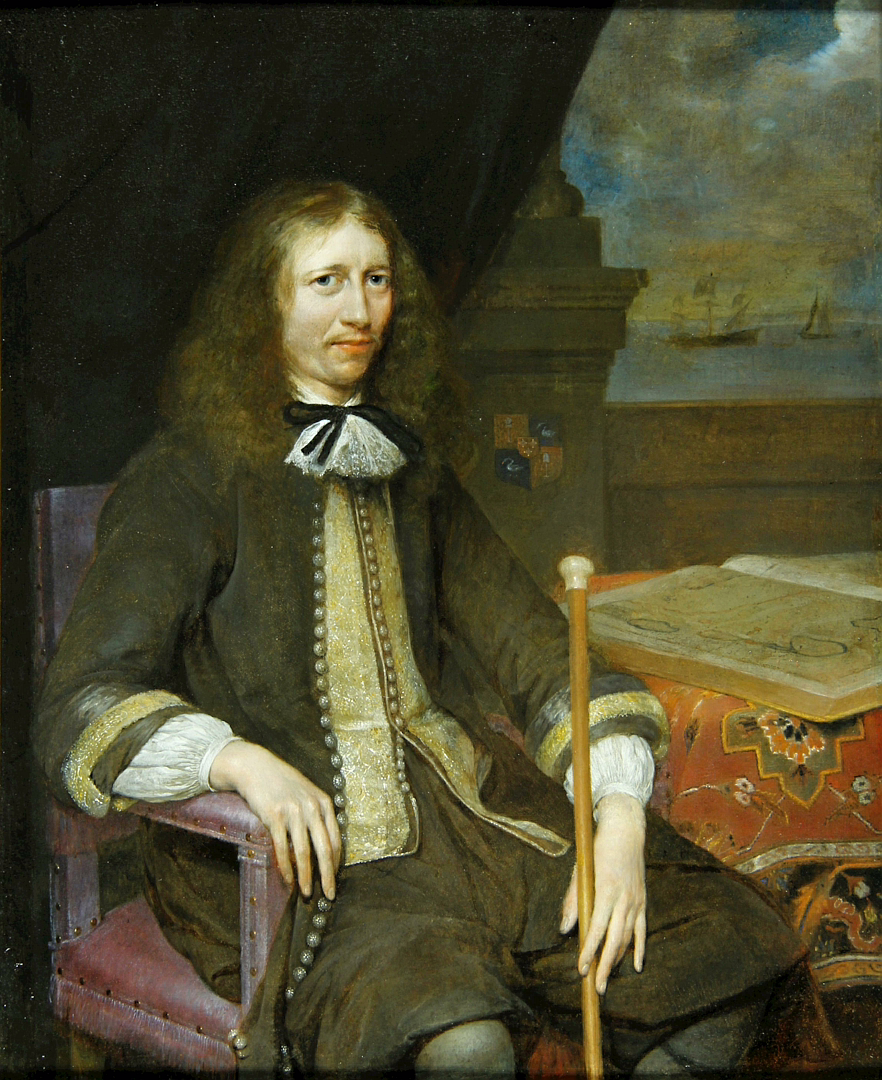
Pieter de Graeff (1638–1707)

Conclusio:
Während einer Zeitspanne von annähernd einem halben Jahrhundert war die Familie De Graeff einer der republikanischen Führer der Amsterdamer und der holländischen Politik gewesen. Im Zeitraum der Jahre 1650/1660 war die Stadt Amsterdam auf dem Zenit ihrer Führerschaft innerhalb der niederländischen Republik angelangt. Diese Periode am Höhepunkt des Goldenen Zeitalters wurde von den Republikanern als die (ihre) „Ware Vrijheid“ (Wahre Freiheit) angesehen. Es war die sogenannte Erste Statthalterlose Periode, welche sich zwischen den Jahren von 1650 auf 1672 erstreckte. In diesen dreiundzwanzig Jahren regierten die holländischen Regenten, und an deren Spitze stehend die von Amsterdam, die niederländische Republik. Die führenden Patrizier der Stadt Amsterdam fühlten sich durch ihre selbstbewusst erlangte Souveränität in die Nachfolge der antiken römischen Republik versetzt. Ohne die fortdauernden Einmischungen des oranischen Statthalters funktionierte das republikanische System der Regenten in politischer und wirtschaftlicher Hinsicht effektiv. So konnte die Familie De Graeff vom Jahre 1627 an, dem politischen Ende des oranisch gesinnten Staatsmannes Reinier Pauw, bis in das rampjaar 1672 das gesellschaftspolitische, kulturelle und wirtschaftliche Bild der niederländischen Republik entscheidend mitgestalten.

#### Kunst, Architektur und Wissenschaft
Die Familie De Graeff machte sich auch als Förderer der Künste einen Namen. Im Goldenen Zeitalter wurden besonders die Maler Govaert Flinck, Nicolaes Eliaszoon Pickenoy, Jan Lievens, Jacob Jordaens, Rembrandt, Jürgen Ovens, Gerard ter Borch, Jacob van Ruisdael, Thomas de Keyser, der oben erwähnte Gerard de Lairesse sowie der Bildhauer Artus Quellinus mit repräsentativen Aufträgen, einerseits die Mitglieder der Familie darzustellen und andererseits deren Wohnhäuser auszuschmücken, bedacht. Diese Künstler haben von der Familie auch öffentliche Aufträge erhalten; so wie Ruisdael, Quellinus oder Flinck bei der Ausschmückung des damals neu erbauten Stadthauses Op de Dam, wofür sich die Familie De Graeff und Bicker verantwortlich gezeigt hatten. Als Vorbild der neuen Souveränität, welche sie seit dem Friedensschluss von Münster im Jahre 1648 innehatten, schufen sie den Bau nach dem Vorbild des venezianischen Dogenpalastes. Cornelis de Graeffs Sohn Jacob legte hierbei im Jahre 1655 den ersten Stein. Der Poet und Dichter Joost van den Vondel verfasste zu diesem Anlass das Gedicht Bouwzang. Neben Van den Vondel schrieben auch noch andere Dichter wie Jan Vos, Caspar van Baerle und Gerard Brandt Verse und Gedichte über die De Graeffs.
Als Bauherren zeigten sich die De Graeffs neben dem Op de Dam für die Vergrößerung Amsterdams und für den Bau verschiedener Grachten verantwortlich. Danebst ließen sie sich prachtvolle Stadthäuser, wie das Palais Huis van der Graeff, erbauen. Desgleichen zeigten sie sich im Jahre 1638 für den Grundstock des heutigen Palais Soestdijk verantwortlich, welches im Jahre 1674 an Wilhelm III. von Oranien, der in seiner Jugend einige Sommer auf diesem Anwesen verbrachte, verkauft wurde.

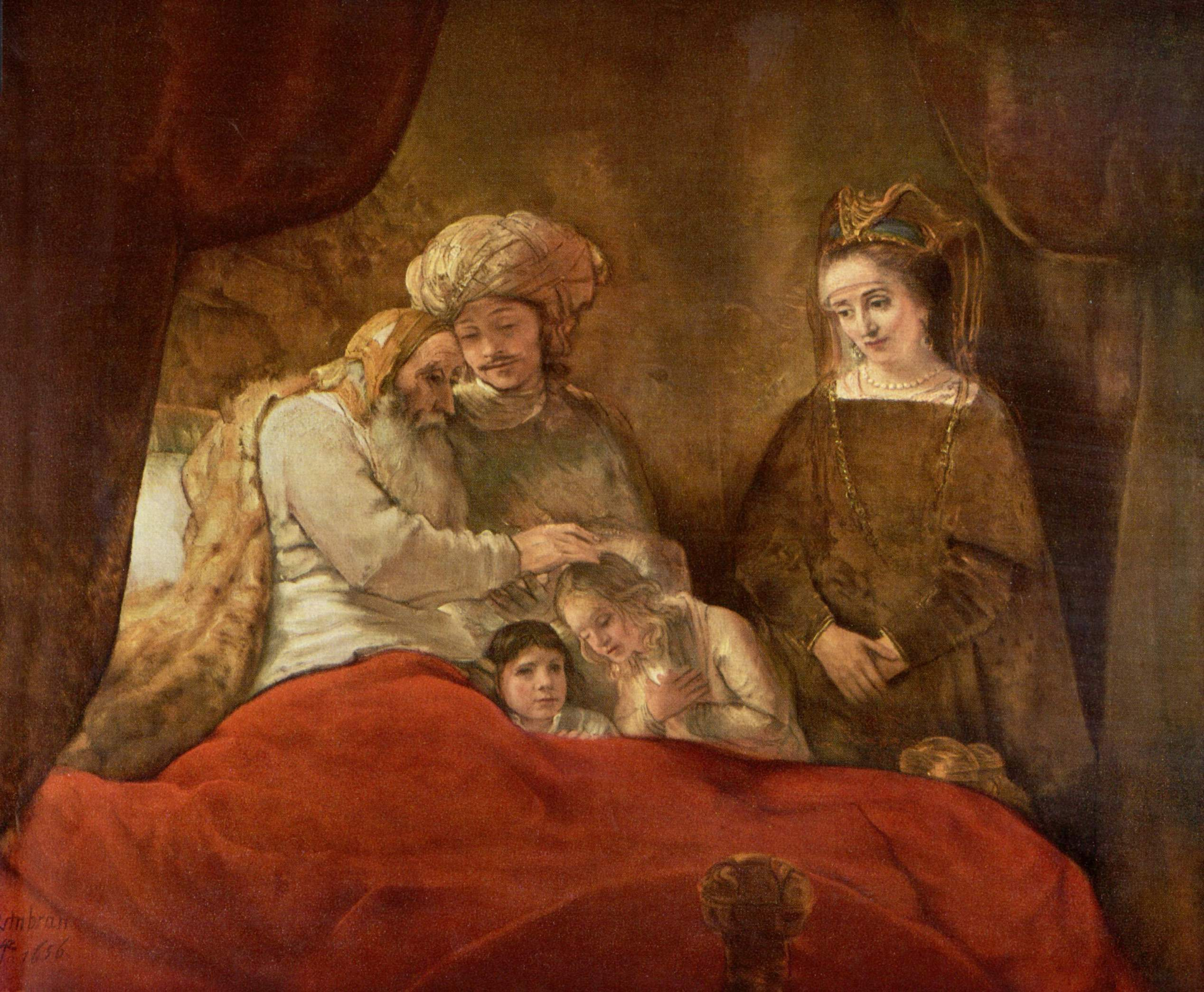
Rembrandts Jakobssegen (Jakob segnet die Söhne des Joseph) aus dem Jahre 1656 zeigt Wendela de Graeff mit ihrer Familie als biblische Personen

Über die reine Beauftragung von Künstlern hinaus waren die De Graeff auch große Sammler, deren Erwerbungen heute verschiedene niederländische und ausländische Kunstmuseum schmücken; so befanden sich unter anderem auch die beiden Rembrandtgemälde Minerva und der Jakobssegen sowie Frans Halsens Gemälde Catharina Hooft mit ihrer Amme bis in das Jahr 1753 beziehungsweise 1872 in Familienbesitz.
Des Weiteren organisierten die Gebrüder Cornelis und Andries de Graeff im Jahre 1660 die Dutch Gift, das Holländische Geschenk. Jenes war als eine pro-englische Strategie Amsterdams gedacht und beinhaltete eine reichhaltige Kunstschenkung an den englischen König Karl II.
Jakob Dircksz de Graeff führte gemeinsam mit seinem Freund Pieter Jansz Hooft (1575–1636) ein chemisches Labor, worin sie ein Perpetuum mobile erfanden. Auf dem Gebiet der Wissenschaften sowie in Bereichen der Naturkunde unterhielt De Graeff eine nahe Zusammenarbeit mit Constantijn Huygens und via Huygens auch mit René Descartes. Sein Enkel Pieter de Graeff verkehrte mit Huygens Sohn Christiaan Huygens.

### Nach dem Goldenen Jahrhundert
Nachdem die Amsterdamer Familie De Graeff im Jahre 1672 ihre politische Bedeutung verloren hatte, konnte sie sich nur mehr bedingt in der Amsterdamer sowie in der Holländischen Politik festsetzen. Im Laufe des 18. Jahrhunderts hatten noch drei Familienmitglieder, namentlich Johan de Graeff (1673–1714), Gerrit de Graeff van Zuid-Polsbroek (1711–1752) und Gerrit II de Graeff van Zuid-Polsbroek (1741–1811), im 19. Jahrhundert mit dem Fabrikanten Gerrit IV de Graeff (1797–1870) nur noch ein De Graeff in der Amsterdamer Stadtregierung gesessen. Im 20. Jahrhundert war die Familie gänzlich aus der Stadtpolitik verschwunden, die politische und gesellschaftliche Führungsrolle der Familie hatte die Den Haager Linie übernommen.

### Feudales

#### Adel
Die Familie Graeff / De Graeff gehörte dem Amsterdamer Patriziat an, führte aber keine Adelstitel. Die Titel ihrer Hohen Herrlichkeiten führten sie als Bestandteil und Ergänzung zu ihrem Familiennamen.
Im Jahre 1677 erhielten Andries de Graeff und sein Sohn Cornelis durch Kaiser Leopold I. den Reichsritterstand verliehen. Grund hierfür war die angenommene Abstammung aus dem Geschlecht der Herren von Graben. Mit dem Tod von Sohn und Vater im darauffolgenden Jahr ist dieser Zweig aber erloschen.
Auszug aus dem kaiserlichen Diplom zu Wien:
Fide digis itegur genealogistarum Amsteldamensium edocti testimoniis te Andream de Graeff non paternum solum ex pervetusta in Comitatu nostro Tyrolensi von Graben dicta familia originem ducere, qua olim per quendam ex ascendentibus tuis ejus nominis in Belgium traducta et in Petrum de Graeff, abavum, Johannem, proavum, Theodorum, avum, ac tandem Jacobum, patrem tuum, viros in civitate, Amstelodamensi continua serie consulatum scabinatus senatorii ordinis dignitabitus conspicuos et in publicum bene semper meritos propagata nobiliter et cum splendore inter suos se semper gessaerit interque alios honores praerogativasque nobilibus eo locorum proprias liberum venandi jus in Hollandia, Frisiaque occidentale ac Ultrajectina provinciis habuerit semper et exercuerit.
Als 1815 das Königreich der Vereinigten Niederlande gegründet wurde, erhielt die Familie De Graeff keine Anerkennung oder Erhebung in den neuen niederländischen Adel, was der niederländische Historiker und Archivar Bas Dudok van Heel so formulierte:

„In Florenz wären Familien wie Bicker und De Graeff ungekrönte Fürsten gewesen. Hier hätten sie 1815 mindestens in den Grafenstand erheben worden müssen, doch das hätte der südniederländische Adel sich nicht gefallen lassen. Was man hier bekam, blieb nichts Halbes und nichts Ganzes“

Im Jahre 1885 erhielt Dirk de Graeff van Polsbroek für sich und seine Nachkommen den neuen niederländischen Adel mit dem Prädikat Jonkheer verliehen. Dieser adelige Zweig blüht noch heutzutage fort.

#### Herrlichkeiten im Besitz der Familie
Siehe auch: Hohe Herrlichkeit Polsbroek, Hohe Herrlichkeit Purmerland und Ilpendam und Hohe Herrlichkeit Jaarsveld
Wie viele andere niederländische Patrizierfamilien waren die De Graeffs bestrebt, sich die Lebensweise und das gesellschaftliche Auftreten des alten Adels anzueignen und von diesem als ebenbürtig anerkannt zu werden. Zur Begründung solcher Ansprüche diente unter anderem der Erwerb feudaler Grundherrschaften, sogenannter heerlijkheiden. die in den Niederlanden zugleich mit einer eigenen Gerichtsbarkeit verbunden waren. Bei „Niederen Herrlichkeiten“ (lage heerlijkheiden) oder Ambachtsherrlichkeiten war dies die Niedere Gerichtsbarkeit, während der Grundherr einer „Freien“ oder „Hohen Herrlichkeit“ auch zusätzlich die Hohe Gerichtsbarkeit besaß.

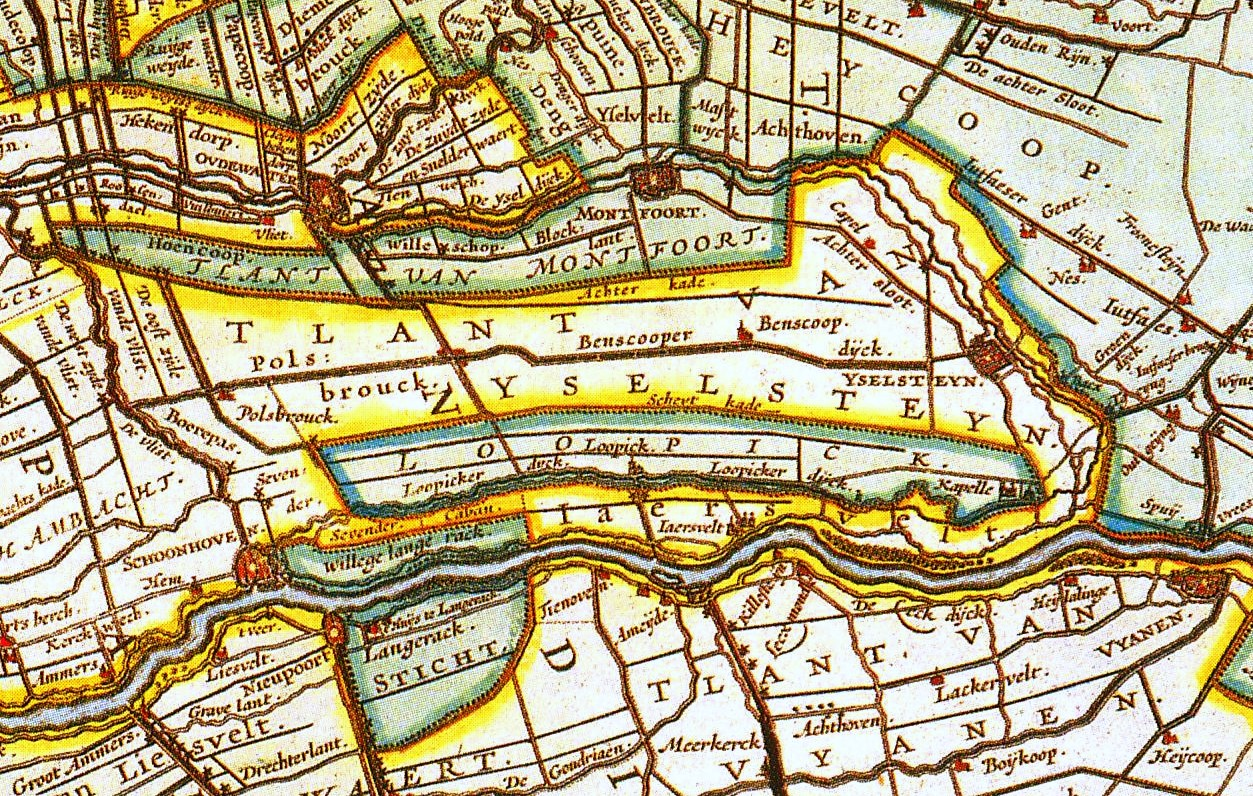
Karte der Hohen Herrlichkeiten Polsbroek und Jaarsveld (Jaersveld), durch Joan Blaeu (1665)

Jakob Dircksz de Graeff war einer der ersten holländischen Stadtregenten, der in den Besitz einer solchen Hohen Herrlichkeit gelangte. Im Jahre 1610 kaufte er für sich und seine Familie von Karl Graf von Aremberg die hoge of vrije heerlijkheid Zuid-Polsbroek, die zu dieser Zeit kein Lehen mehr, sondern als Allod-Eigentum frei vererb- und veräußerbar war. Ihr Erwerb steigerte das Ansehen und leistete einen Beitrag zur Aristokratisierung der Familie, in der sich De Graeff und seine Erben seither als Vrijheer(en) van Zuid-Polsbroek ansprechen lassen konnten.
Des Weiteren ererbte Jacob de Graeff im Jahre 1678 die Freie oder Hohe Herrlichkeit Purmerland und Ilpendam. Die Herrlichkeiten Zuid-Polsbroek beziehungsweise Purmerland und Ilpendam waren bis in das Jahre 1870 im Besitz des Geschlechtes De Graeff. Zusätzliche Herrschaftsrechte, hier ist die Familie De Graeff als Lehensempfänger der Stadt Amsterdam zu sehen, hatten sie als Ambachtsherren von Amstelveen, Nieuwer-Amstel, Sloten, Sloterdijk und Osdorp, Urk und Emmeloord.
Des Weiteren ist der Amsterdamer Ratsherr Pieter Dircksz Graeff (1573–1645), im Besitz der Herrlichkeit Engelenburg gestanden. Die Geschwister Alida (1651–1738) und Arnoldina de Graeff (1652–1703) waren in der zweiten Hälfte des 17. Jahrhunderts vrijvrouwen der Hohen Herrlichkeit Jaarsveld gewesen.
Ländereien und herrliche Rechte hatte die Familie im südlichen Teil von Netelenburg, im nordholländischen Duinen, in Cromwyk und Hoog Rietveld bei Woerden, bei Langerak und am Fluss Lek, den ausgedehnten Landsitz Vredenhof bei Voorschoten sowie in De Graskamp und Gründe in Soestdijk, Palais Soestdijk, und Baarn.

#### Familiensitze
Siehe auch: Palais Soestdijk, Schloss Ilpenstein, Herengracht 573 und Huis van der Graeff
Stammsitz der Familie war das „Huis De Keyser“ am Amsterdamer Damrak, welches nach der außerhalb des Gebäudes angebrachten „Keizerskroon“ benannt ist. Die ersten drei Generationen betrieben dort einen Eisen- und Tuchhandel. In weiterer Folge erwarben Familienmitglieder Stadthäuser am Fluweelenburgwal, Herengracht und Gouden Bocht. Stellvertretend sind hierfür Herengracht 573, worin das Tassenmuseum Hendrikje beherbergt ist, und das im Jahre 1672 für Andries de Graeff vollendete Stadtpalais Huis van der Graeff zu nennen. Im 19. Jahrhundert übersiedelten Familienmitglieder von Amsterdam nach Den Haag wo deren Nachkommen noch heutzutage wohnhaft sind.
Außerhalb der Stadt besaß die Familie De Graeff diverse Ländereien und Landsitze. 1581 erwarb Dirck Jansz Graeff den großen Landsitz Vredenhof bei Voorschoten. Jener wurde kurze Zeit später von den Spaniern verwüstet und nach seinem Tod von Jan Dirksz Graeff neu aufgebaut. Das Gut blieb bis in das 18. Jahrhundert in den Händen der Familie. Weitere Landsitze hatte die Familie mit dem nachmaligen Palais Soestdijk, Bronstee bei Heemstede, Vogelsang und Valkenburg (Valckeveen) sowie Graeffenveld bei Oud-Naarden. Schlösser besaß die Familie De Graeff mit Schloss Ilpenstein und dem Schloss von Jaarsveld. Anteile besaß die Familie unter anderem am Schloss Swieten.

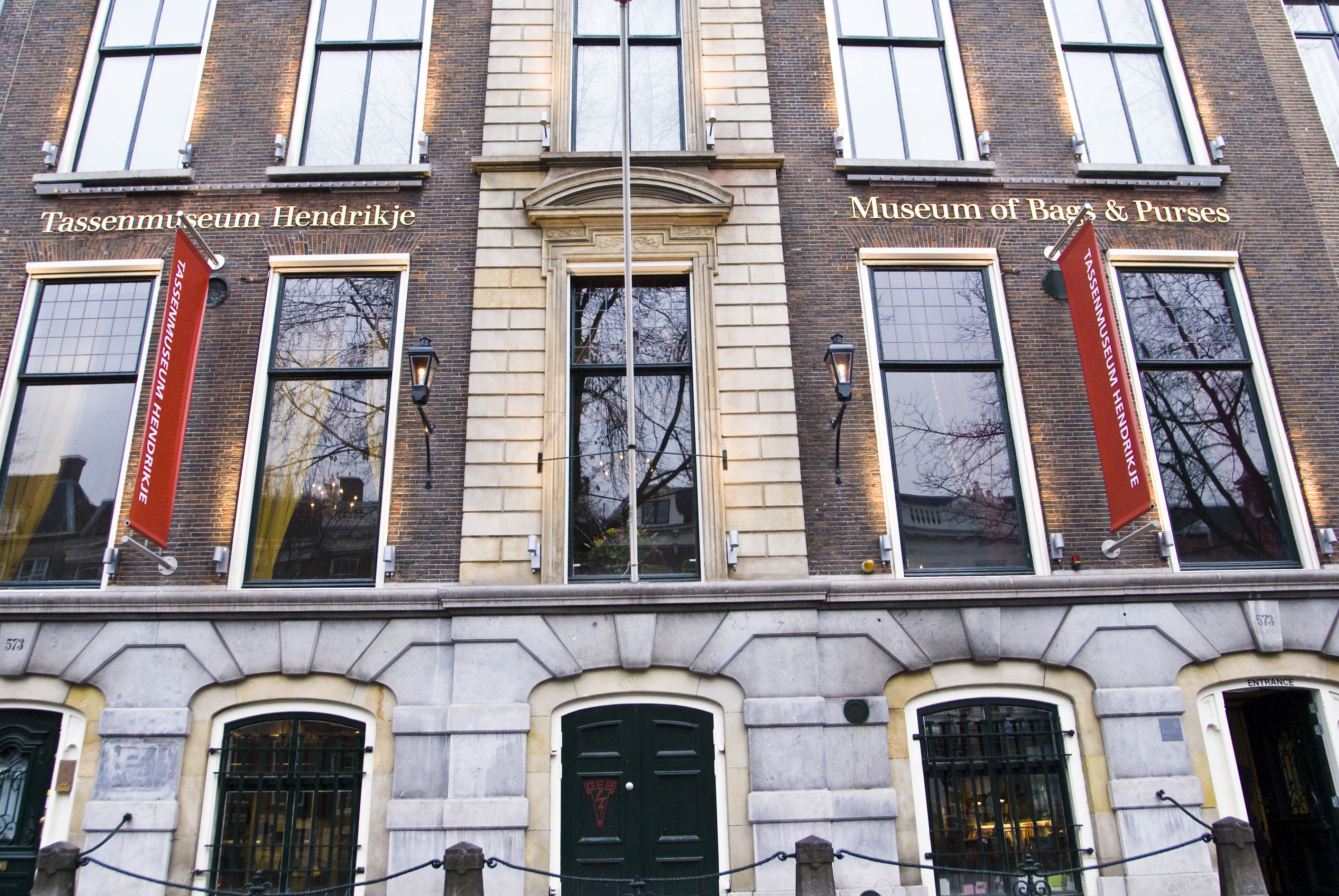
Stadtpalais Herengracht 573 (Fassade) worin heutzutage das Tassenmuseum Hendrikje beherbergt ist
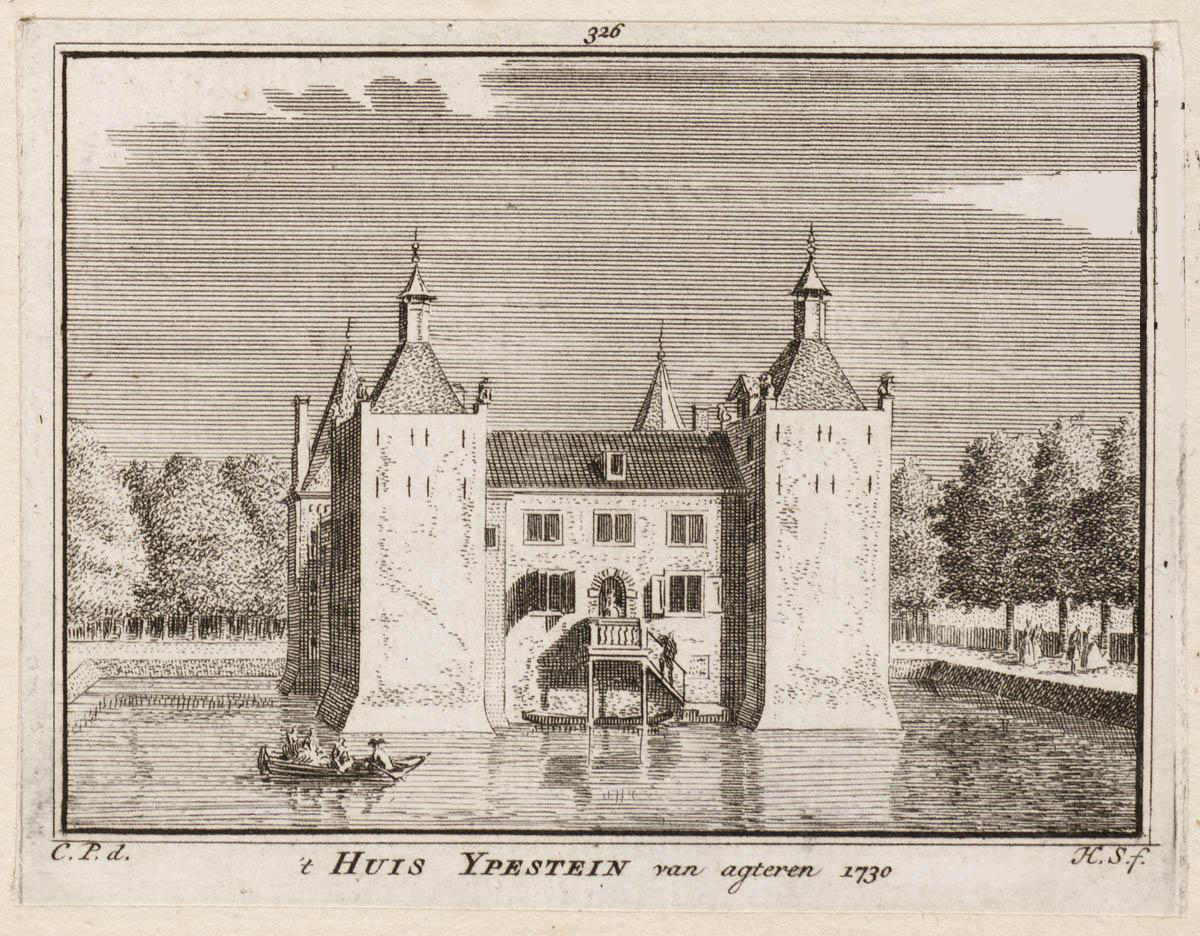
Schloss Ilpenstein
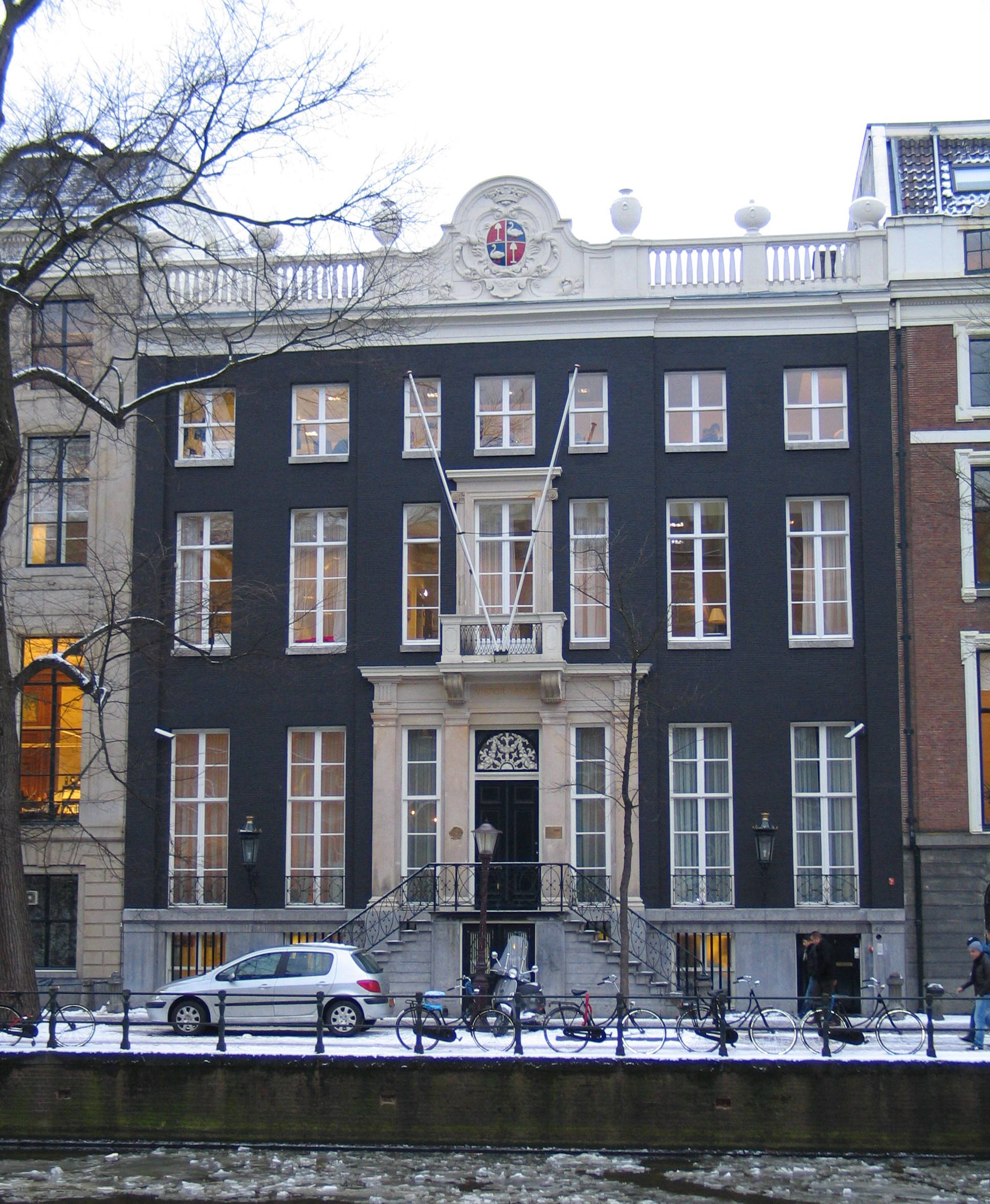
Stadtpalais Huis van der Graeff, Herengracht 446, Amsterdam

#### Wappen

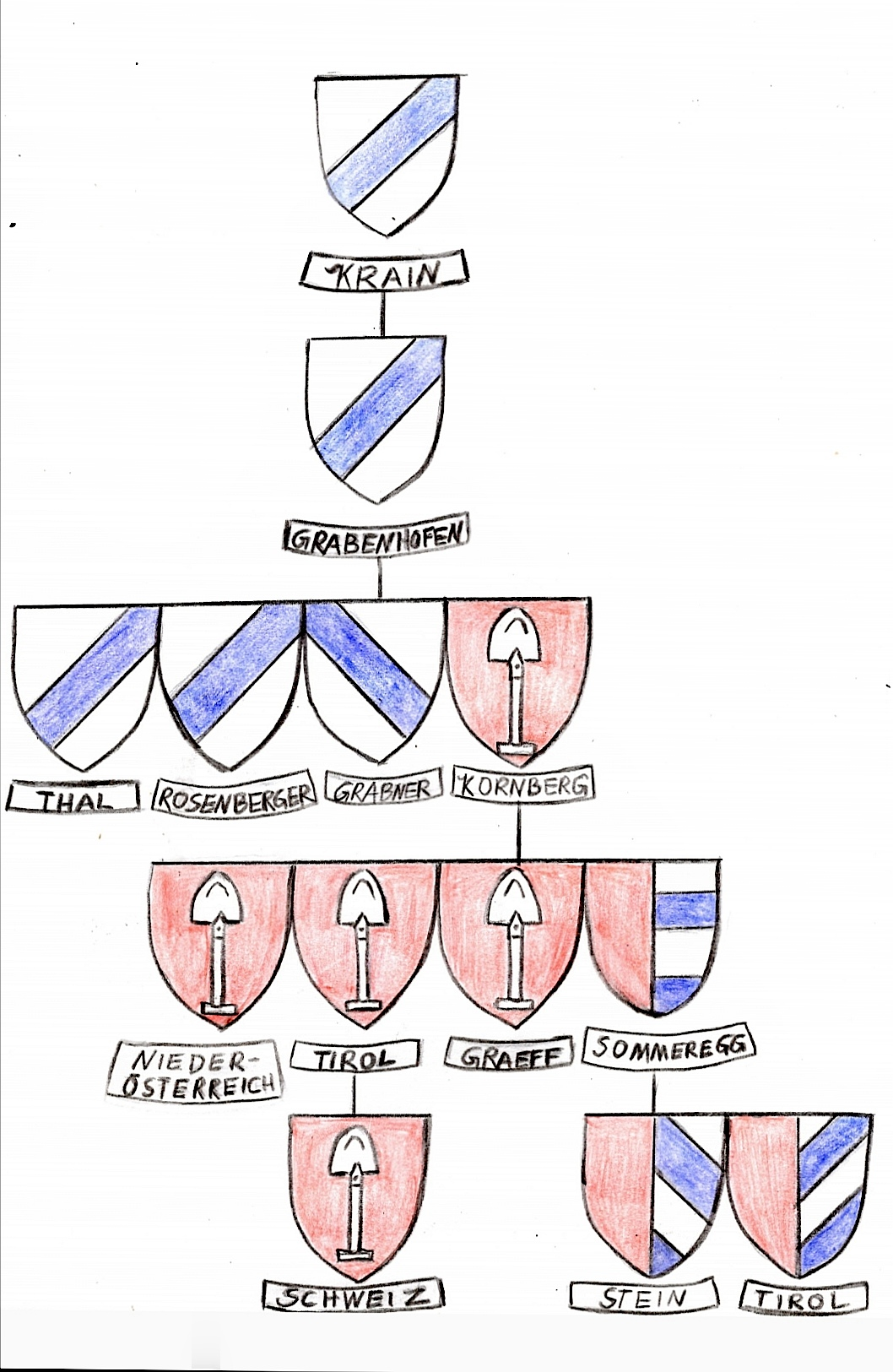
Heraldische Stammtafel der Herren von Graben sowie deren Abstammungen

Laut dem Deutschen Herold führte der Stammherr Pieter Graeff schon zu Beginn des 16. Jahrhunderts ein Stammwappen, welches die silberne Schaufel auf rotem Grund der Herren von Graben sowie einen silbernen Vogel (Falken mit einer roten Haube) auf blauem Grund zeigt.
Diese heraldische Beschreibung trifft aber nur für den Spaten zu, da der Falke erstmals im späteren 16. Jahrhundert bei dem Wappen von Pieters Enkelsohn Dirk Jansz Graeff (1531–1589) zur Verwendung gelangte. Der Ursprung dieses Falken liegt in einem Landgut in Gooiland, das Dirk Jansz Graeff später zu Ehren seiner Frau Valckeveen (der nachmalige Landsitz Valckenburg) nannte. Ob Pieter Graeff neben dem Spaten auch den silbernen Schwan auf blauem Grund [der Herren De Grebber aus dem Waterland] führte, ist nicht bekannt, da dieser erstmals 1542 oder 1543 bei seinem Sohn Jan Pietersz Graeff (1512–1553) nachgewiesen werden kann. Der Ursprung des Schwans liegt bei den De Grebber, Baljuws (Vögte) des Waterlandes, von denen Pieter Graeffs Ehefrau Griet Pietrsdr Berents in weiblicher Linie abstammte.
Im 16. und 17. Jahrhundert führte die Amsterdamer Stammlinie der Graeff / De Graeff – die Nachkommen von Dirk Jansz Graeff – folgende Wappen:
- Die silberne Schaufel auf rotem Grund (Wappenfeld 1, oder sowie 1 und 4) und einen silbernen Falken mit einer roten Haube auf blauem Grund (Wappenfeld 2, oder sowie 2 und 3).
- Die Besitzer des Gutes Vredenhof: Die silberne Schaufel auf rotem Grund (Wappenfeld 1 und 4) und silberne Schwäne auf blauem Grund (Wappenfeld 2 und 3). Der Schwan steht nicht mehr wie zur Mitte des 16. Jahrhunderts für eine eventuelle Verwandtschaft, Abstammung von den De Grebber, sondern nun für das Landgut Vredenhof, wo das Geschlecht das grundherrliche Privileg hatte Schwäne zu züchten.

Ab 1610 führten die Vrijheern der Hohen Herrlichkeit Zuid-Polsbroek als Herzschild drei weiße Rauten auf Rot, der für die Hohe Herrlichkeit Zuid-Polsbroek steht.
Ab 1678 führten die selbigen als Herren der Hohen Herrlichkeit von Purmerland-Ilpendam eine silberne Gans auf blauem Feld (Wappenfeld 2 und 3) anstatt des Falken bzw. der Schwäne des Vredenhof. Der Herzschild ist wiederum jener der Hohen Herrlichkeit Zuid-Polsbroek.
Der ausgestorbene reichsritterliche Zweig († 1678 bzw. 1738 in weiblicher Linie) zeigt ein folgendes Wappenschild: Mit Laubkronen behängte silberne Spaten auf rot auf den Feldern 1 und 2 sowie den silbernen Schwan auf blau auf den Feldern 1 und 4.
Das Wappen der zum Neuen Niederländischen Adel gehörenden Linie aus 1885 ist wie folgt beschrieben: Gevierteilt: 1 und 4 in rot und eine darauf platzierten silbernen Spaten; 2 und 3 in blau ein rotbedeckter und stehender silberner Schwan. Blaugeränderter gekrönter Helm, mit silbernen Helm, mit silberroten Helmdecken. Helmdecken: der silberne Spaten stehend auf der Krone, der Helm mit drei natürlichen Pfaufedern. Schildhalter: zwei rotbedeckte und aufrecht stehende silberne Schwäne mit geöffneten niederwärts gerichteten Flügeln, die Schnäbel geöffnet. Wappenspruch: Mora sceptra ligonibus aequat.
Das Wappen des holländisch-preußischen Zweiges der De Graaff hat folgende Blasonierung (19. Jahrhundert):  Quadriert; I und IV in Rot ein aufrechtstehendes silbernes Grabscheit (von Graben); II und III in Blau ein silberner Schwan. - Kleinod: das silberne Grabscheit vor drei Pfauenfedern. - Decken: rot-silbern.

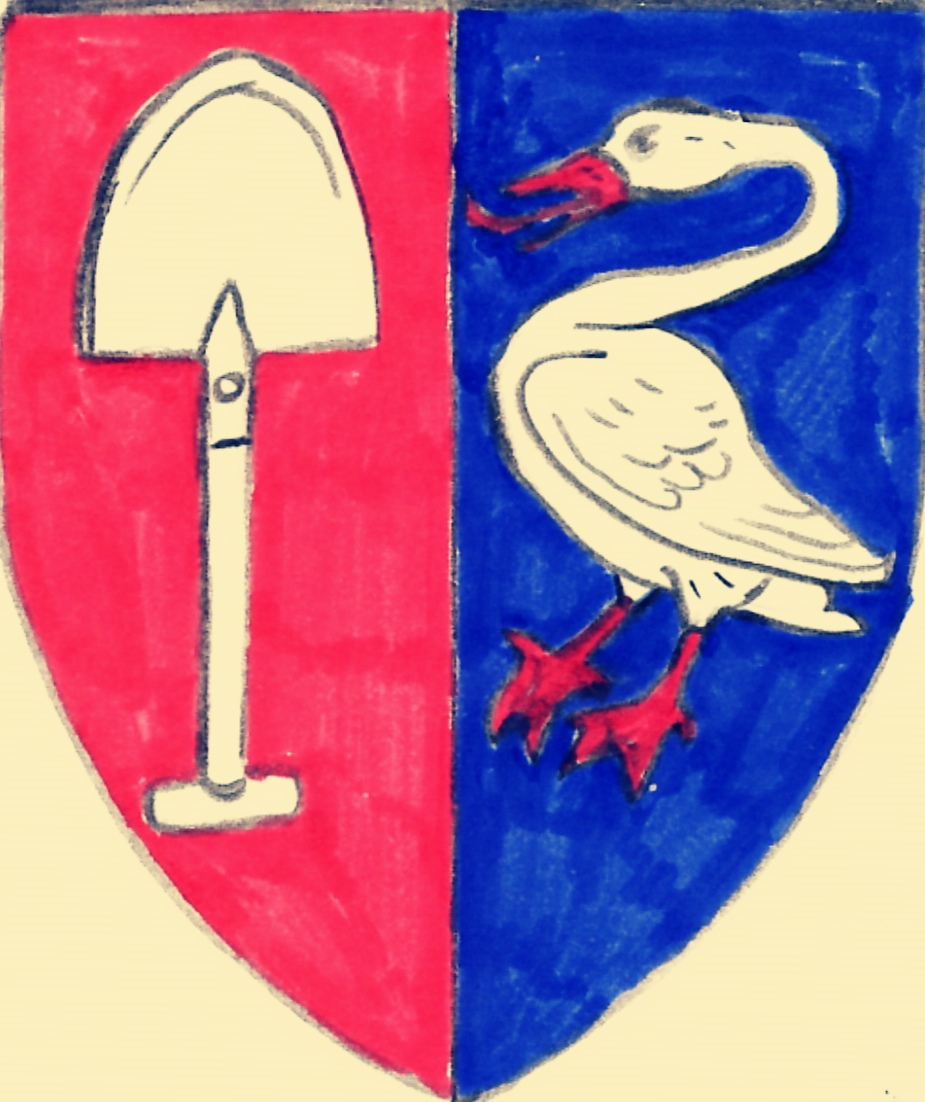
Stammwappen der Graeff; erstmals 1543 genannt (Schaufel und Schwan)
Wappenvariante Ende 16. und Beginn 17. Jahrhundert (Schaufel und Falke)
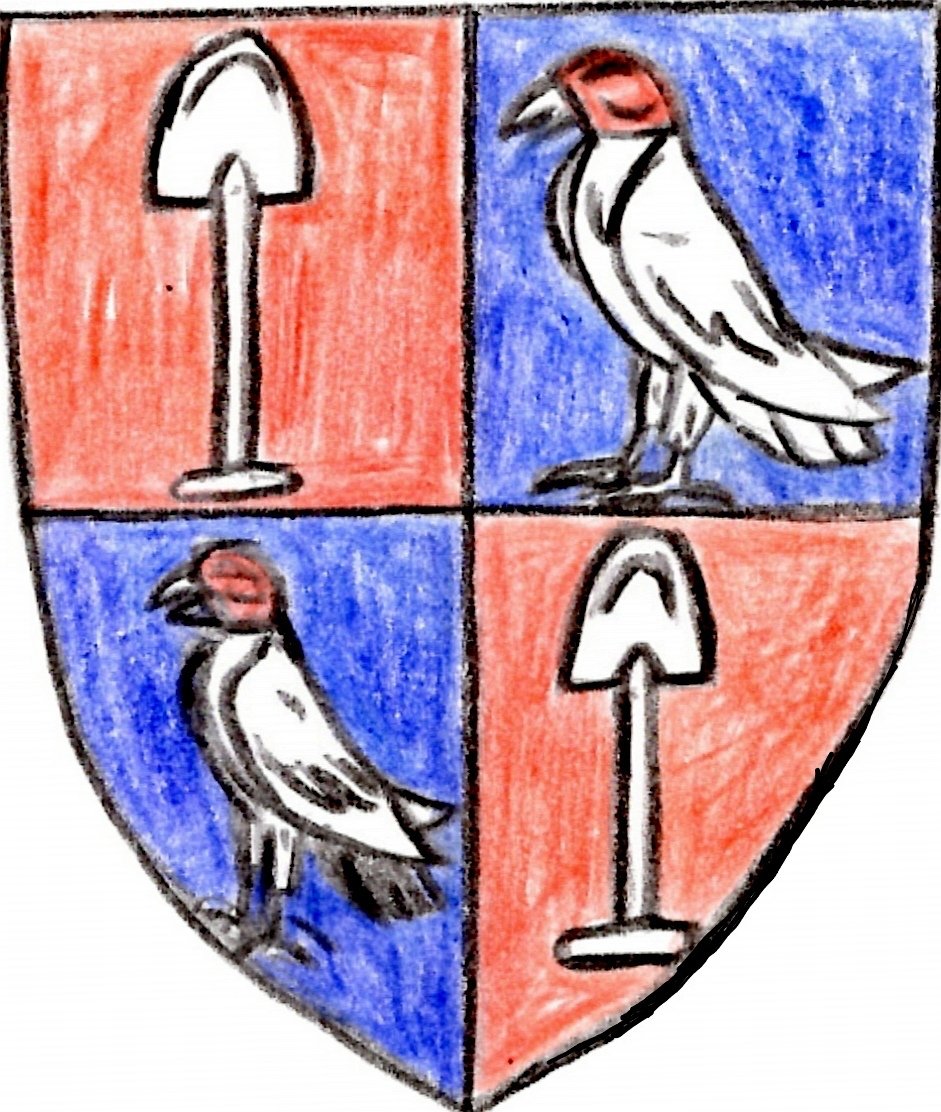
Wappenvariante aus dem 17. Jahrhundert (Schaufel und Falke)
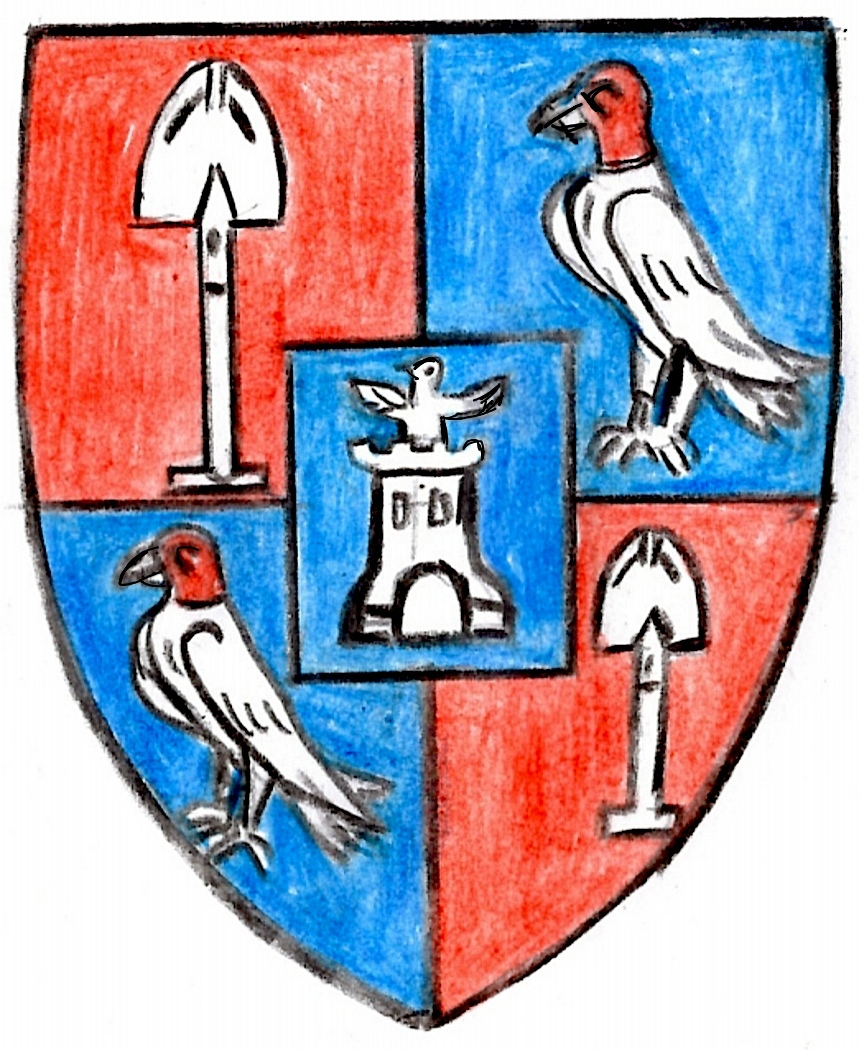
Wappen des Pieter Dircksz Graeff als Herr von Engelenburg. Seit 1620 veredelte Graeff als Besitzer der Herrschaft Engelenburg diese mit einem blauen Herzschild, beladen mit einer silbernen Burg, aus der ein aufsteigender silberner Engel mit ausgebreiteten Flügeln aufsteigt.
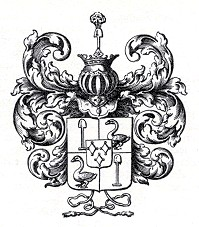
Vollwappen als Vrijheeren von Zuid-Polsbroek von 1610–1870 (Schaufel, Schwan resp. Gans und Raute)
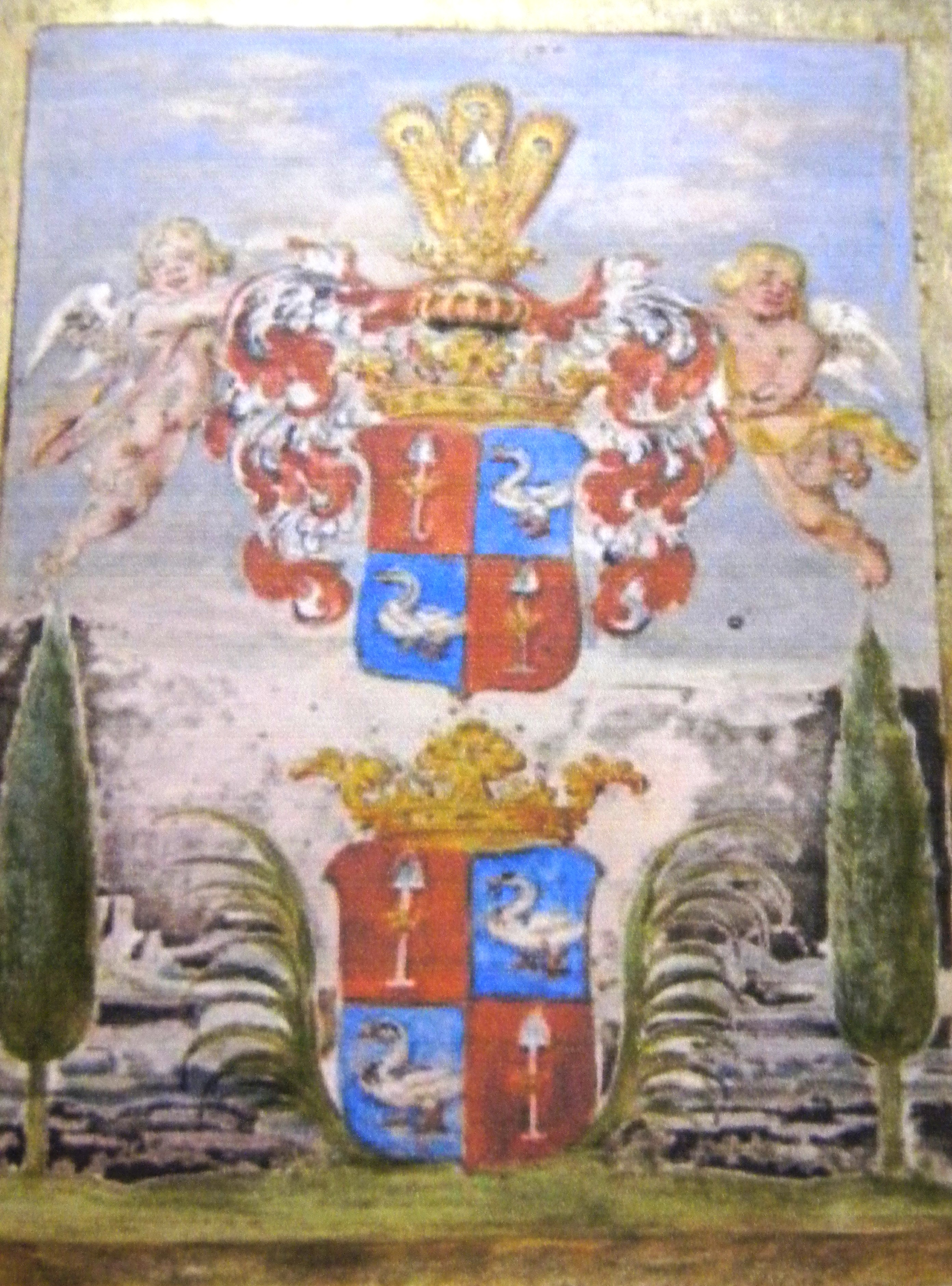
Reichsritterliches Vollwappen von Andries de Graeff und dessen Sohn Cornelis de Graeff von 1677 (Schaufel und Schwan)
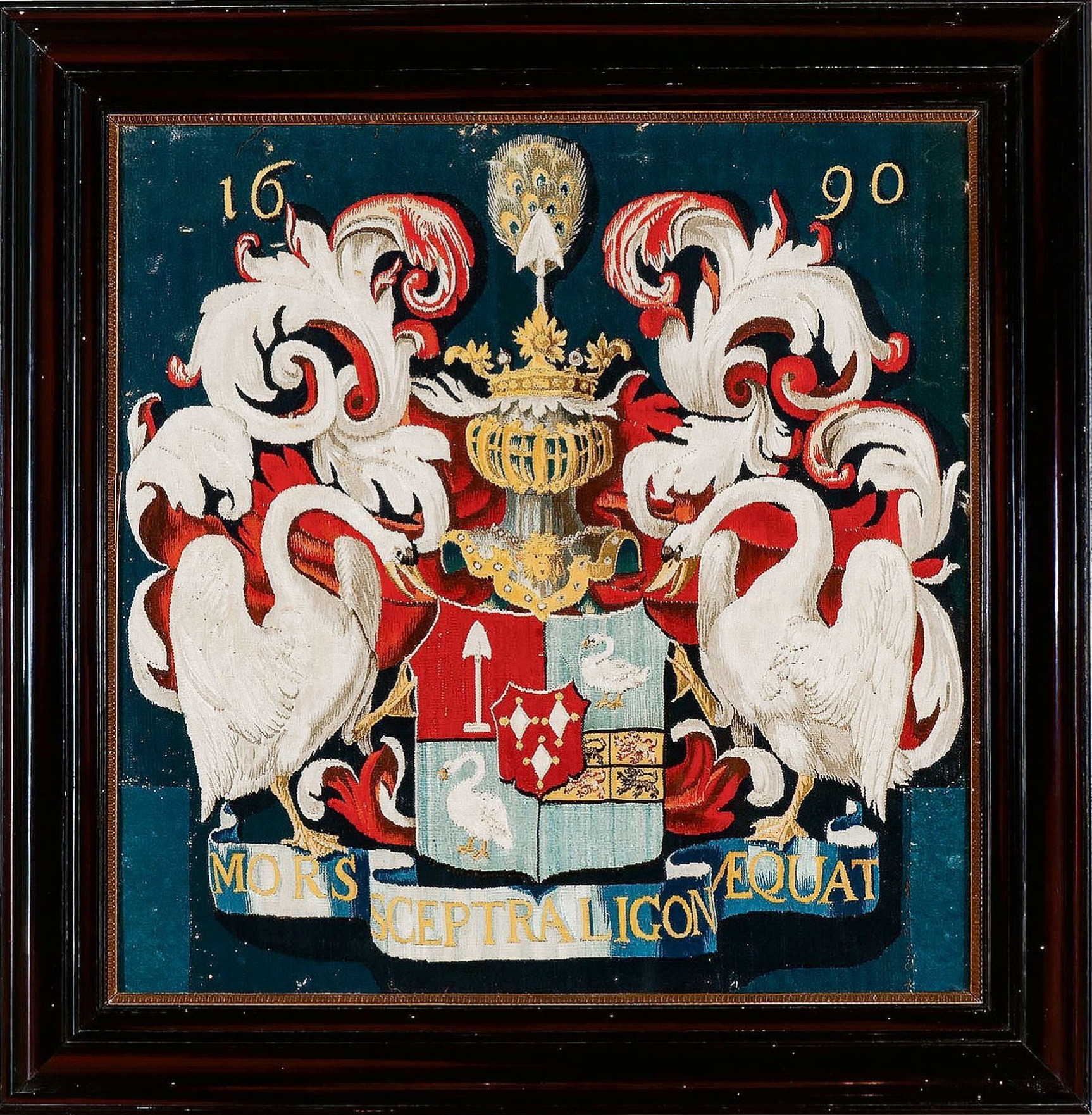
Vollwappen als Vrijheeren von Zuid-Polsbroek sowie als Vrijheeren oder Herren von Purmerland und Ilpendam von 1610/1678–1870 (Schaufel, Gans, Löwe und Raute)
Vollwappen nach der Verleihung des Prädikats Jonkheer, 1885 (Schaufel und Schwan)

##### Wappen der Herrlichkeiten

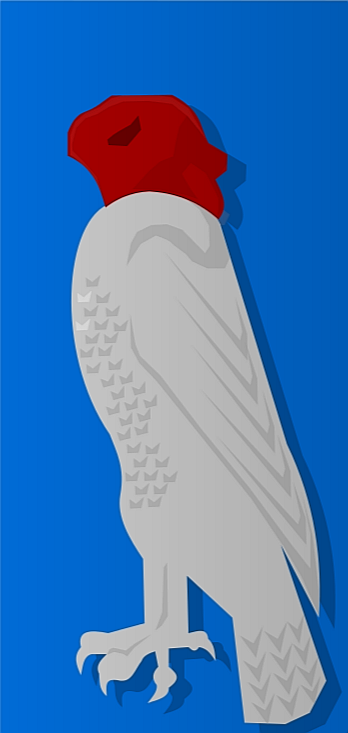
Wappen als Herr des Gutes Valkenburg resp. Valckeveen (Falke)
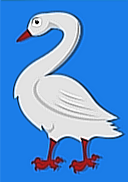
Wappen als Herr des Gutes Vredenhof (Schwan)
Wappen der Hohen Herrlichkeit Zuid-Polsbroek (Raute)
Wappen von Ilpendam als Teil der Hohen Herrlichkeit Purmerland und lpendam (Löwe)
Wappen der Hohen Herrlichkeit Jaarsveld (Glocke)

### Familienbeziehungen
Solche verband das Geschlecht De Graeff mit anderen Amsterdamer Regentenfamilien wie den Bicker, Boelens Loen, Hooft, Pauw, Deutz van Assendelft, De Hochepied, Trip oder auch den Dordrechter De Witt. Solche nutzte auch die Familie De Graeff im Verlauf des 17. Jahrhunderts aus um sich politische Ämter und Einfluss zu verschaffen. Andere Verbindungen führten sie zu den Van Egmond van de Nijenburg aus Alkmaar, den Van Voorst tot Voorst, den Van der Does sowie zu den Utrechter Regenten Van Veldhuyzen. Weitere ihnen verwandte Geschlechter waren die Huydecoper van Maarsseveen, Van Foreest und die Van Hogendorp.
Im Laufe des 18. Jahrhunderts traten die De Graeffs in eheliche Verbindungen mit den De Petersen, Van Herzeele, Lestevenon, Sautijn und den Van Brienen van Ramerus. Weitere Verwandtschaften führten sie zu den Boreel, Clifford und zu den Lampsins, ehemals Barone von Tobago.
Im 19. Jahrhundert, als viele der alten Patriziergeschlechter ausgestorben waren, gingen die De Graeffs Ehen mit verschiedenen Familien aus dem industriellen und städtischen Milieu ein. Zu Beginn des 20. Jahrhunderts änderte sich diese Tendenz dahinführend, dass sich das Geschlecht De Graeff erneut mit den adeligen Geschlechtern des Landes verband, so den Loudon, Van Lennep, Van den Bosch oder den Van der Wijck.
Weitere Abstammungen in weiblicher Linie führen als Beispiel bei Gerrit de Graeff (1711–1752) über seine Ehefrau Johanna Hooft, geb. Hasselaer, zu den alt-holländischen Geschlechtern Persijn, Brederode, Borsselen, Amstel, Beveren und über Jutta von Holland, einer außerehelichen Tochter von Graf Wilhelm I. von Holland aus dem Haus der Gerulfinger, zu diversen europäischen Dynastien.

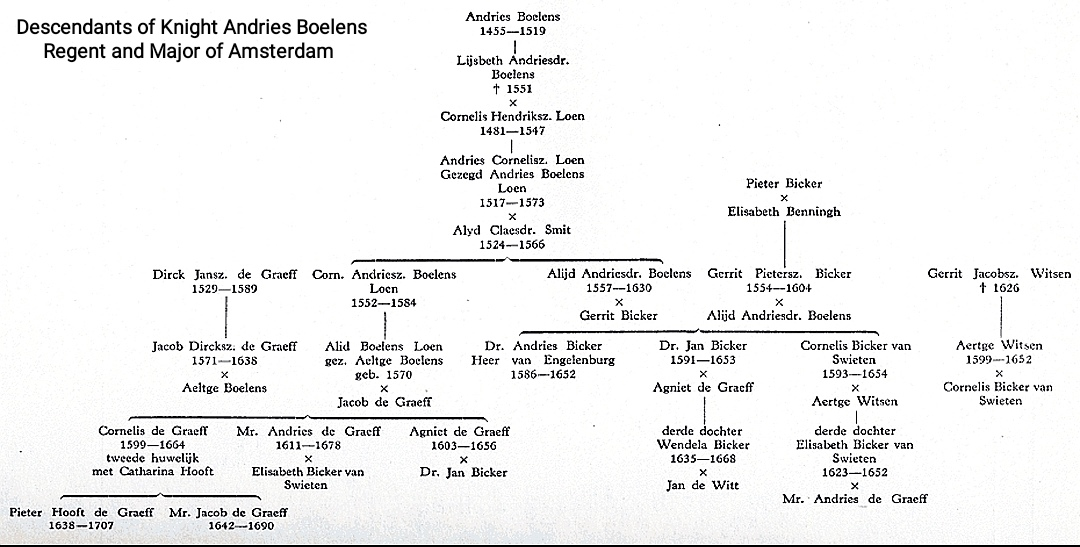
Genealogische Liste des Amsterdamer Regentenpatriziats aus dem Zeitraum des 16. und 17. Jahrhunderts
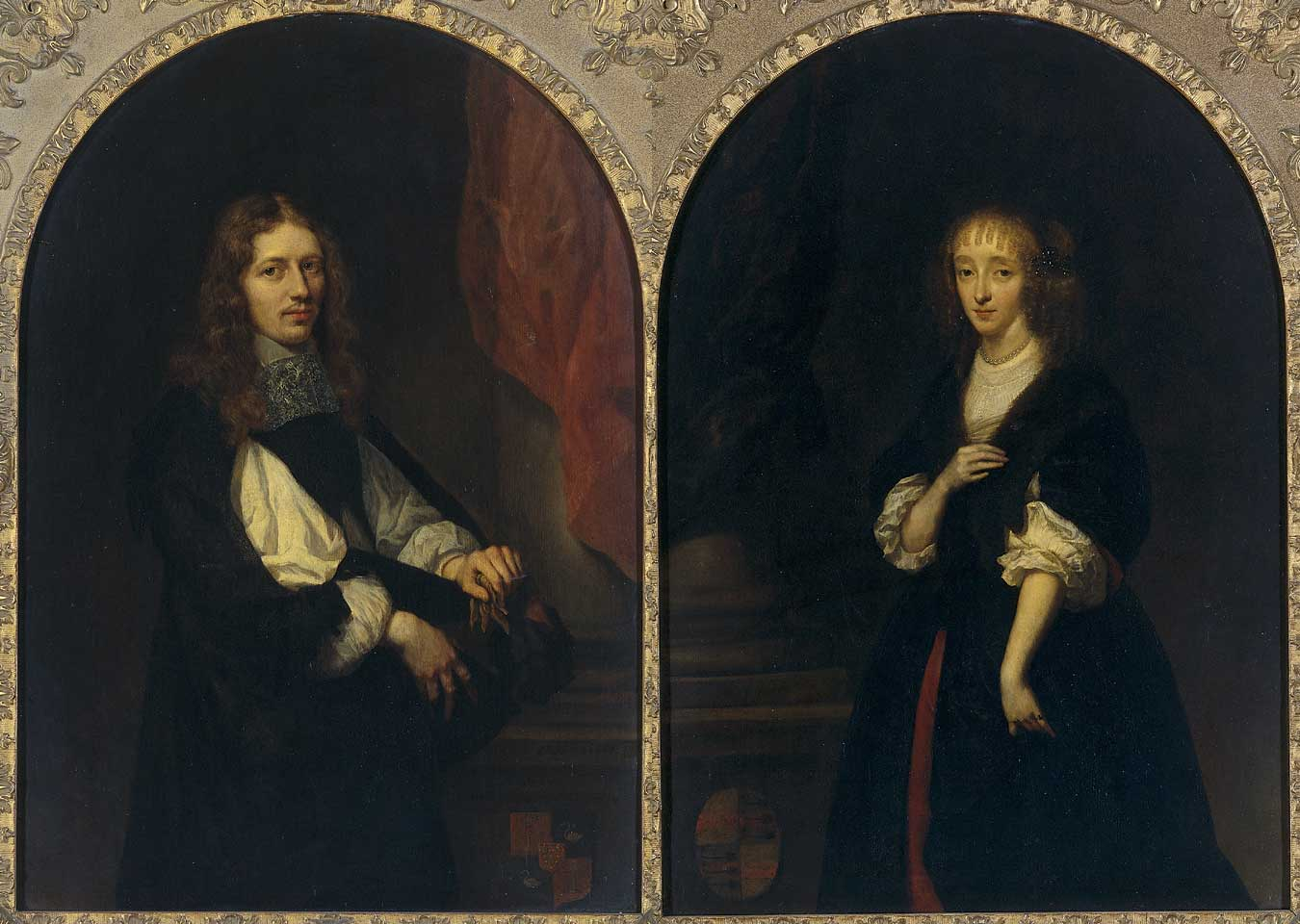
Hochzeitsbildnis des Pieter de Graeff und der Jacoba Bicker, gemalt im Jahre 1662 durch Caspar Netscher (Rijksmuseum Amsterdam)
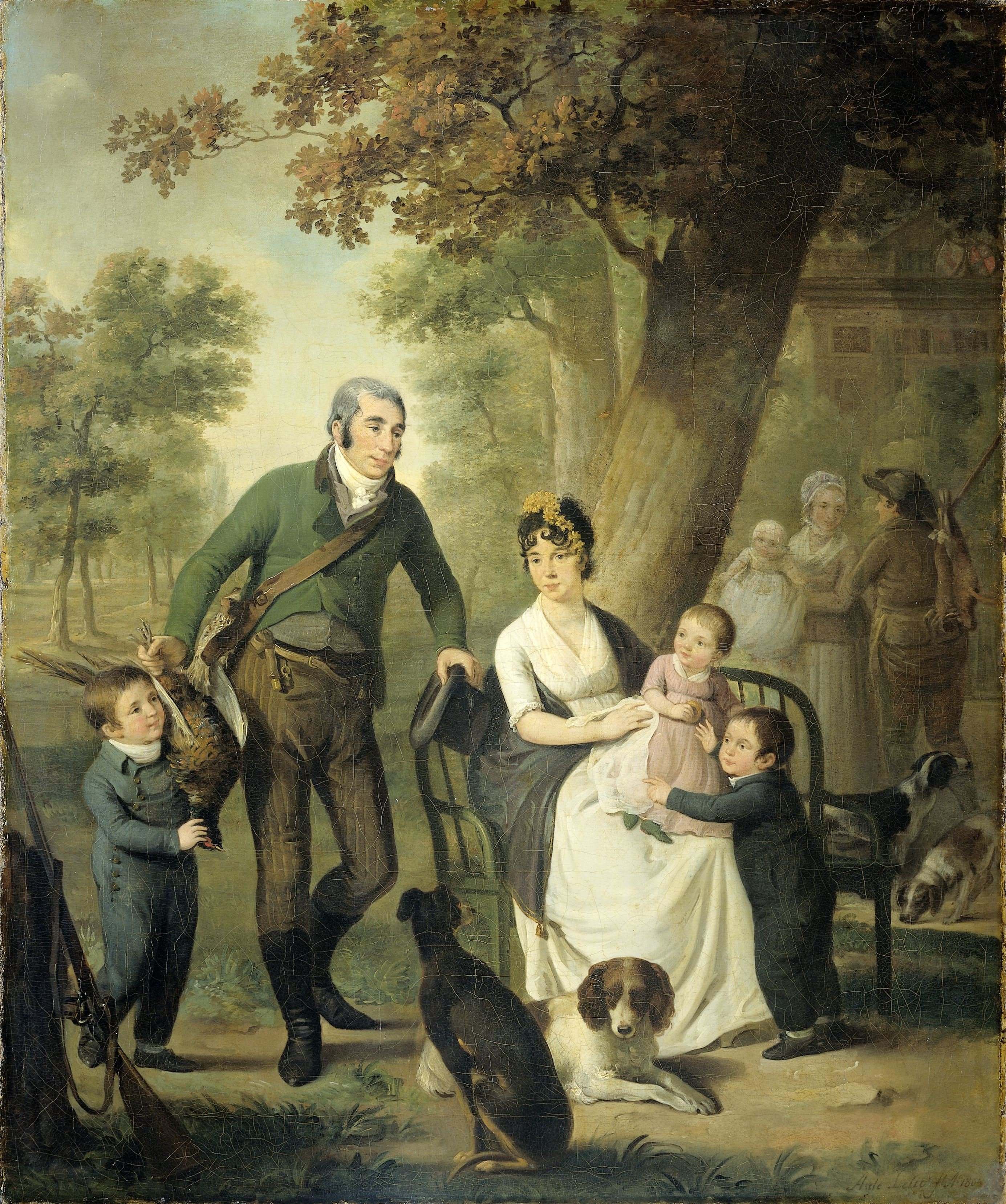
Familienbildnis Gijsbert Carel Rutger Reinier Van Brienen van Ramerus (1771–1821) und Geertruid Elisabeth de Graeff (1776–1857)

### Familienbegräbnisstätte Oude Kerk
1648 erstand Cornelis de Graeff die Begräbnisstätte in der Amsterdamer Oude Kerk für sich und seine Nachkommenschaft. In der Mitte der Glasfenster der Taufkapelle der De Graeffs sind die Wappen von Cornelis und dessen Ehefrau Catharina Hooft angebracht. Im 18. Jahrhundert wurde die Grabstätte durch zwei weitere großformatige Wappendarstellungen geziert. Das ältere ist das der Arnoldina de Graeff, Baronin van Voorst tot Hagenvoorde van Bergentheim, das andere das des Jacob Baron de Petersen, einem engen Verwandten der De Graeffs. Im Laufe des 19. Jahrhunderts ist die Begräbnisstätte außer Gebrauch gekommen. Nach der Trennung von Staat und Kirche im Jahre 1810 hatten die Kirchenmeister der Oude Kerk die Familie De Graeff mehrmals darauf angesprochen, ihre Familienstücke und -papiere aus der Grabstätte zu holen. Da dies verabsäumt wurde, gingen diese Stücke verloren. Zwischen 1994 und 1998 wurden die Grabstätte restauriert und auf verborgene Unterlagen die Familie De Graeff betreffend durchsucht.

### Familienarchiv
Die zur Mitte des 17. Jahrhunderts größtenteils durch Pieter de Graeff zusammengetragenen Schriftstücke und genealogischen Dokumente die Familie De Graeff betreffend wurden im Jahre 1906 von den Gebrüdern Dirk de Graeff van Polsbroek, Gijsbert Carel Rutger Reinier De Graeff und Frederik Lodewijk De Graeff in einem Familienarchiv im Stadsarchief Amsterdam aufbewahrt.

## Den Haager Linie
Weitere Linien und Zweige, auch aus der Amsterdamer Stammlinie, sind in den Niederlanden verstreut ansässig, so die Den Haager Linie. Diese entstammte dem bedeutenden Diplomaten Dirk de Graeff van Polsbroek (1833–1916), einem Sohn von Gerrit IV de Graeff. Dirks Sohn war Andries Cornelis Dirk de Graeff, Diplomat, Minister und Generalgouverneur, der die politisch engagierte und erfolgreiche Tradition seines Geschlechts im 20. Jahrhundert fortsetzen konnte. Auch waren diverse Familienmitglieder im Ingenieurswesen, in den Wasserschaften, als staatliche Inspektoren und Kommissare, Direktoren, im Hofdienst am niederländischen Königshof und als Finanz- und Firmenmanager tätig. Stellvertretend hierfür sind Dirk Georg de Graeff und Jan Jaap de Graeff aufzuführen.

## Südafrikanische Linie
Von Gerrit Arnold Theodoor de Graeff (1831–1889), einem Bruder von Dirk de Graeff van Polsbroek, aus der Amsterdamer Stammlinie entsprang eine noch heutzutage blühende Linie in Südafrika.

## Familienmitglieder

### Stammliste (Auszug)

#### Amsterdamer Stammlinie
- Wolfgang von Graben († 1521)
  - Peter von Graben aka Pieter Graeff (* ~1450/1460)
    - Jan Pietersz Graeff (vor 1512–1553)
      - Pieter Jansz Graeff († ca. 1547)
        - Cornelis Pietersz Graeff

      - Lenaert Jansz de Graeff (ca. 1525/30–vor 1578)
        - Steyntje Leonardsdr de Graeff
        - Pieter Leonardsz de Graeff → Nachkommen
        - Jannetje Leonardsdr de Graeff (1554–1619)
        - Jan Leonhardsz de Graeff
        - [behauptet] Dirk Reynier de Graeff (1596 genannt) → Nachkommen: Holländisch-Preussischer Zweig (siehe unten)

      - Diederik Jansz Graeff (1532–1589)
        - Weyntje Dircksz (de) Graeff
        - Jan Dircksz Graeff († 1627)
        - Jakob Dircksz de Graeff (1571–1638) → Nachkommen: Herren von Zuid-Polsbroek, Purmerland und Ilpendam (siehe unten)
        - Pieter Dircksz Graeff (1573–1645)
        - Cornelis Dircksz Graeff

      - Cornelis Pieter Jansz Graeff
      - Jacob Jansz Graeff († ca. 1580) → Nachkommen: 'Zweiter Amsterdamer', Alblasserdamer, Delfter Zweig und übriges Holland (siehe unten)
        - Styntje Jacobsdr Graeff

#### Holländisch-Preussischer Zweig
- [behauptet] Dirk Reynier de Graeff (1596 genannt)[68]
  - Reynier de Graaff (1641 genannt)
    - Reynardus de Graaff (1670 genannt)
      - Reynier de Graaff (1710 genannt)
        - Reynardus de Graaff (1745 genannt)
          - Reynbert Gerhard de Graaff (1782 genannt)
            - Reinardus Joostinus Marinus de Graaff (* 1829)
              - Gérard Hendrik Reinardus de Graaff (1853–1917) → Nachkommen (?)
              - Henri (Heinrich) de Graaff (1857–1924) → Nachkommen (?)
              - Emile de Graaff

#### Zweig der Herren von Zuid-Polsbroek, Purmerland und Ilpendam
- Jakob Dircksz de Graeff (1571–1638)
  - Cornelis de Graeff (1599–1664)
    - Pieter de Graeff (1638–1707)
      - Agneta de Graeff
      - Cornelis de Graeff (1671–1719)
      - Johan de Graeff (1673–1714)
        - Jacoba Adriana de Graeff (1710–1745)
        - Gerrit de Graeff (1711–1752)
          - Joan de Graeff (1735–1754)
          - Geertruid Joanna de Graeff (1740–1801)
          - Gerrit II de Graeff (1741–1811)
            - Gerrit III de Graeff (1766–1814)
              - Christina Elisabeth de Graeff (* 1795)
              - Gerrit IV de Graeff (1797–1870)
                - Gerrit Arnold Theodoor de Graeff (* 1831) → begründete einen Zweig in Südafrika
                  - Carolina Agnes Maria de Graeff van Polsbroek (* 1855)
                  - Gerrit V de Graeff van Polsbroek (* 1856)
                  - Henry George de Graeff van Polsbroek (1858–1941)
                    - Augusta Eustace de Graeff van Polsbroek
                    - Geraldine de Graeff van Polsbroek
                    - Theodore Lawrence Henry de Graeff van Polsbroek → Nachkommen

                  - Agnes Margaretha de Gaeff van Polsbroek (1859–1935)
                  - Joseph de Graeff van Polsbroek (* 1861) → Nachkommen
                  - Emeli Gertrude de Graeff van Polsbroek (* 1862)

                - Carolina Frederica Christina de Graeff (* 1832)
                - Pieter de Graeff
                - Dirk de Graeff van Polsbroek (1833–1916) → Nachkommen: Den Haager Zweig (siehe unten)
                - Frederik Lodewijk de Graeff (* 1837)
                  - Johann Carolina Frederik de Graeff (* 1868)
                  - Emilie Maria Henriette de Graeff (* 1872)

                - Gijsbert Carel Rutger Reinier de Graeff (* 1838)
                  - Willem Carel Dirk de Graeff (* 1868) → Nachkommen
                  - Frederika Maria Cornelia de Graeff (* 1870)
                  - Carolina Albertina Azora Cosmopolita de Graeff (* 1872)
                  - Gijsbert Carel Rutger Reinier de Graeff (* 1876)

              - Anna Margaretha de Graeff (1798–1824)
              - Cornelia Maria de Graeff (1800–1876)

            - Geertruid Elisabeth de Graeff (1776–1857)

          - Elisabeth Jacoba de Graeff (1751–1802)

        - Alida Johanna de Graeff (1713–1757)

      - Agneta de Graeff

    - Jacob de Graeff (1642–1690)

  - Dirk de Graeff (1601–1637)
  - Agneta de Graeff van Polsbroek (1603–1656)
  - Hendrik de Graeff (* 1605)
  - Wendela de Graeff (1607–1652)
  - Christina de Graeff (1609–1679)
  - Andries de Graeff (1611–1678)
    - Cornelis de Graeff (1650–1678)
    - Alida de Graeff (1651–1738)
    - Arnoldina (Aertje) de Graeff (1652–1703)

#### Den Haager Zweig
- Dirk de Graeff van Polsbroek (1833–1916)
  - Pieter de Graeff (1861–1909)
  - Anna Carolina de Graeff (* 1871)
  - Andries Cornelis Dirk de Graeff (1872–1957)
    - Anne Maria (Marianne) de Graeff (1904–2003)
    - Bonne Elisabeth Constance Wilhelmine de Graeff
    - Jacob de Graeff (* 1921)
      - Jan Jaap de Graeff (* 1949) → Nachkommen

  - Géorg de Graeff (1873–1954)
    - Dirk Georg de Graeff (1905–1986) → Nachkommen
    - Herman Jacob de Graeff (1907–1978) → Nachkommen
    - Andries Cornelis Dirk de Graeff (* 1909) → Nachkommen

  - Jacob de Graeff (1875–1963) → Nachkommen
  - Carolina Frederika Christina de Graeff (* 1877)
  - Cornelis de Graeff (1881–1956) → Nachkommen

#### Zweiter Amsterdamer, Alblasserdamer, Delfter Zweig und übriges Holland
- Jacob Jansz Graeff († ca. 1580)
  - Stijntje Jacobsdr Graeff
  - Jan Jacobsz Graeff (* um 1570/75)
    - Claes Jansz Graeff
      - Albert Claesz de Graeff (* um 1620)

    - Adriana Jansdr Graeff († nach 1640)
    - Maria Jansdr Graeff
    - Cornelis Jansz (de) Graeff
      - Catharina Cornelisdr de Graeff († 1653)
      - Pieter Cornelisz (de) Graeff († 1679) → Nachkommen
      - Jan Cornelisz (de) Graeff
        - Cornelis Jansz de Graeff
        - Jacob Jansz de Graeff → Nachkommen
        - Cornelis Jansz de Graeff
        - Jan Jansz de Graeff
        - Cornelis Jansz de Graeff
        - Maria Jansdr de Graeff
        - Alida Jansdr de Graeff
        - Cornelis Jansz de Graeff
        - Alida Jansdr de Graeff
        - Hendrica Jansdr de Graeff
        - Pieter Jansz de Graeff
          - Jan de Graeff († 1751) → unbekannte Nachkommen
          - Pieter de Graeff († 1760) → unbekannte Nachkommen

        - Jan Jansz de Graeff

      - Apollonia Cornelisdr de Graeff

    - Jacob Jansz de Graeff
    - Cornelis Jansz de Graeff
    - Pieter Jansz de Graeff
      - Pieter de Graeff
        - Joannis de Graeff

    - Jan Jansz de Graeff

  - Claes Jacobsz Graeff
  - Adriaan Jacobsz Graeff (außerehelicher Sohn) → Nachkommen

### Kurzbiografien

#### Jan Pietersz Graeff

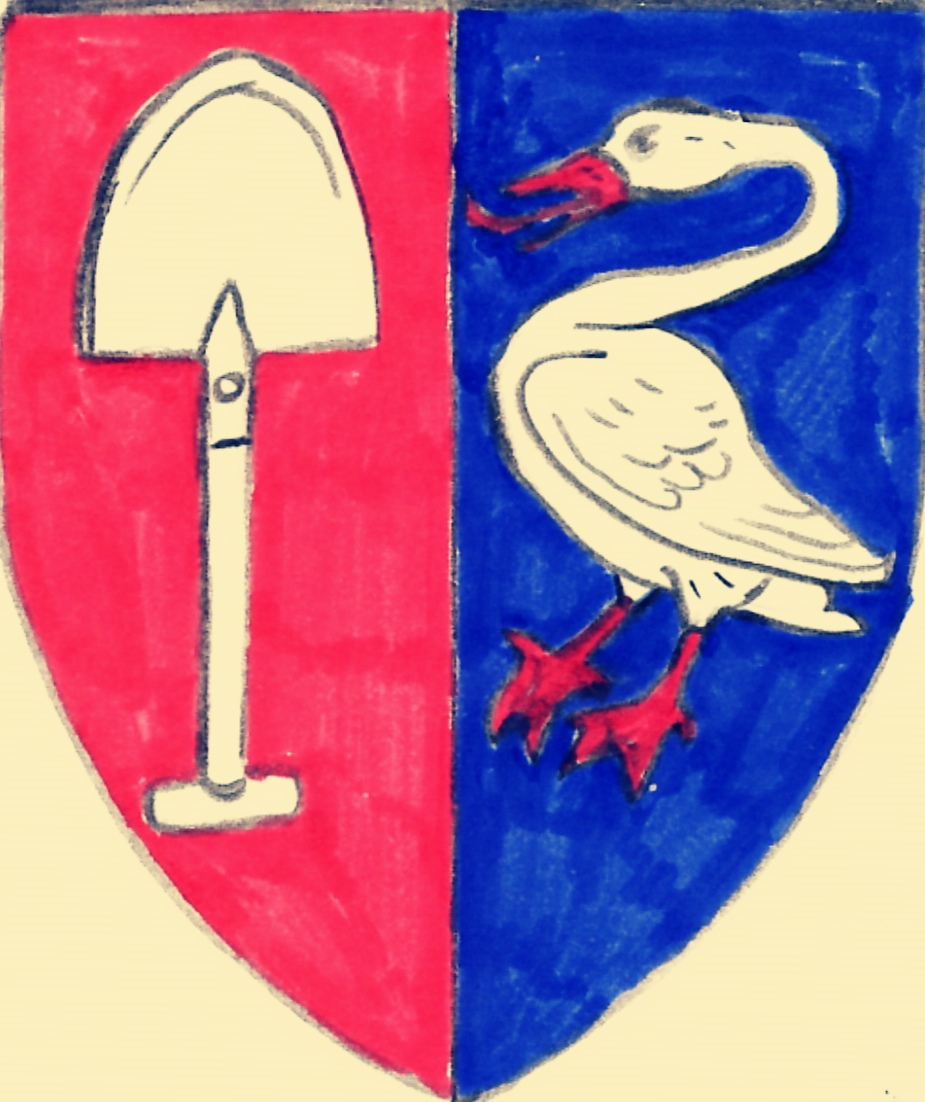
Stammwappen der Graeff (erstmals 1543 genannt)

Jan Pietersz (vor 1512–1553), Sohn des Pieter Graeff und der Griet Pietersdr Berents, war ein holländischer Tuchhändler und ein Mitglied der Amsterdamer Stadtregierung. Verheiratet war er mit Stein Braseman, mit der er fünf gemeinsame Kinder hatte: Pieter Jansz Graeff († vor 1547) ⚭ Maria Jacobsdr Dobbens; Lenaert Jansz de Graeff (um 1530/35–vor 1578), Diederik Jansz Graeff (1532–1589), Cornelis Pieter Jansz Graeff (unverheiratet) und Jacob Jansz Graeff († nach 1580) ⚭ Geertge Claes Coppensdr van Ouder Amstel.
Jan bewohnte ein Stadthaus am Damrak, das „Huis De Keyser“ (benannt nach der außerhalb des Gebäudes angebrachten „Keizerskroon“). Dort betrieb er einen florierenden Tuchhandel. Im Jahre 1539 wurde er als deren Gildemeister angegeben. Jan führte seinen Handel auch in Antwerpen, dem damaligen Stapelplatz für englische Leinen. Als Jan sich als Händler in Nordbrabant festigen wollte, intervenierten dessen Söhne für seine baldige Rückkehr nach Amsterdam. Dort wurde er zum Mitglied der patrizischen Stadtregierung benannt. Er erfüllte im Jahre 1542 seine Funktion als Vroedschap und im darauffolgenden Jahr das Amt eines Schepen. Durch seine Tätigkeit in der Stadtregierung gehörte die Familie De Graeff zu den wenigen Geschlechtern die vor und nach der Alteratie von Amsterdam in der Regierung saßen. Der Poet und Dichter Joost van den Vondel nannte Jan in seinem Vers Aen den hooghedelen heer Pieter de Graef, vryheer van Zuitpolsbroek, op den oorsprongk van het geslagt der graven „den braven“. Weiters bedachte ihn Vondel in seinem Mengeldicht.

#### Lenaert Jansz de Graeff
Lenaert Jansz (ca. 1525/30–vor 1578), Sohn des Jan Pietersz Graeff und der Stein Braseman, war ein reicher Händler, Mitglied und „Unterstützer“ der Amsterdamer Reformierten, sowie ein Freund und militärischer Adjutant des „Großen Geusen“ Heinrich von Brederode. Laut einer Familienüberlieferung ist Lenaert Janz mit „Monseigneur de Graeff“ identisch. Jener war als Kapitän der Wassergeusen an der Eroberung von Brielle im Jahre 1572 beteiligt. Historisch galt diese Verbindung als unsicher, in zeitgenössischen historischen Büchern wird Lenaert Jansz de Graeff aber nebst Wilhelm II. von der Mark und Willem Bloys van Treslong als einer der Anführer der Wassergeusen bezeichnet, und sein Charakter wurde in dem historischen Roman De erfenis van de Grote Geus skizziert.

#### Dirck Jansz Graeff
Dirck Jansz (1532–1589), Sohn des Jan Pietersz Graeff und der Stein Braseman, war ein reicher Händler, Reeder und Politiker. Er im Jahre 1578 der erste regierende Amsterdamer Bürgermeister aus dem Haus De Graeff und legte damit den Grundstock für eine der großen Regentdynastien des Goldenen Zeitalters der Niederlande. Des Weiteren war er mit Wilhelm von Oranien (Wilhelm der Schweiger) befreundet. In den Jahren 1584/1585 war Dirck Jansz mit einem Vermögen von 140.000 Gulden der reichste Einwohner Amsterdams.

#### Jakob Dircksz de Graeff
Jakob Dircksz (1571–1638), Sohn des Diederik Jansz Graeff und der Agnes Pietersdr van Neck, war Vrijheer der Hohen Herrlichkeit Zuid-Polsbroek, als Lehensträger der Stadt Amsterdam Ambachtsherr von Amstelveen, Nieuwer-Amstel, Sloten, Sloterdijk und Osdorp, Bürgermeister und Regent von Amsterdam sowie Erfinder eines Perpetuum mobile. Jacob Dircksz war für seine freidenkende, republikanische Gesinnung aber auch Ruhmsüchtigkeit bekannt. Er trat gemeinsam mit seinem Neffen Andries Bicker für die Anerkennung der Remonstranten in Amsterdam ein. Nach dem politischen Ende von Reinier Pauw kam die Leitung der Stadtregierung in die Hände der arminischen Clique rund um De Graeff und Bicker. Diese gab auch der, seit der Ermordung von Johan van Oldenbarnevelt geschwächten, republikanischen Staatspartei neue Impulse.

#### Pieter Dircksz Graeff

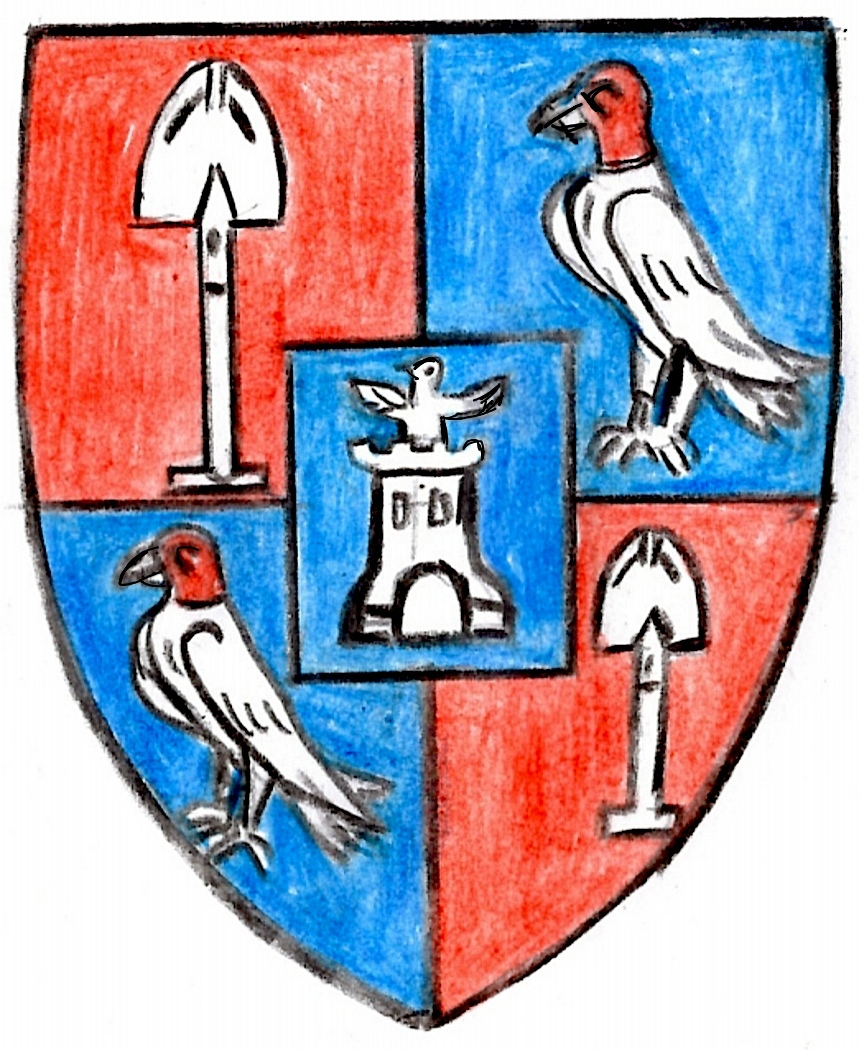
Wappen des Pieter Dircksz Graeff als Herr von Engelenburg. Seit 1620 veredelte Graeff als Besitzer der Herrschaft Engelenburg diese mit einem blauen Herzschild, beladen mit einer silbernen Burg, aus der ein aufsteigender silberner Engel mit ausgebreiteten Flügeln aufsteigt.

Pieter Dircksz (1573–1645), Sohn des Diederik Jansz Graeff und der Agnes Pietersdr van Neck, war Herr von Engelenburg und Mitglied der Vroedschap der Stadt Amsterdam.
Im Jahre 1613 reiste Pieter Dircksz nach Palestina und besuchte das Heilige Grab in Jerusalem. Er verbrachte einen Teil diese Reise auch in Begleitung des Schweizers Wundarztes und Ägypten-Reisenden Hans Jakob Ammann. Am 13. April 1613 erhielt er durch den Franziskaner Angelus a Messana eine Urkunde über seinen Besuch in Jerusalem. Jenes Dokument befindet sich heute im Amsterdamer Familienarchiv und beschreibt die Plätze, wo sich Pieter Dircksz während seiner Pilgerreise aufgehalten hatte; das Grab Jesu Christi, Bethlehem, den Fluss Jordan, den Kalvarienberg wo Jesus gekreuzigt wurde sowie verschiedenen Plätze von Maria und Johannes des Täufers. Pieter Dircksz war das einzige Mitglied seiner Familie das entgegen dem protestantischen Glauben dem Katholizismus zugetan war.
Nach seiner Rückkehr bewohnte er ein Haus am Fluweelenburgwal, wurde Mitglied in der Stadtregierung und im Jahre 1620 durch Kauf Herr über Herrlichkeit Engelenburg. Pieter Dircksz blieb zeitlebens unverheiratet. Sein Erbe war sein Neffe Jacob Bicker (verheiratet mit Christina de Graeff 1609–1679).

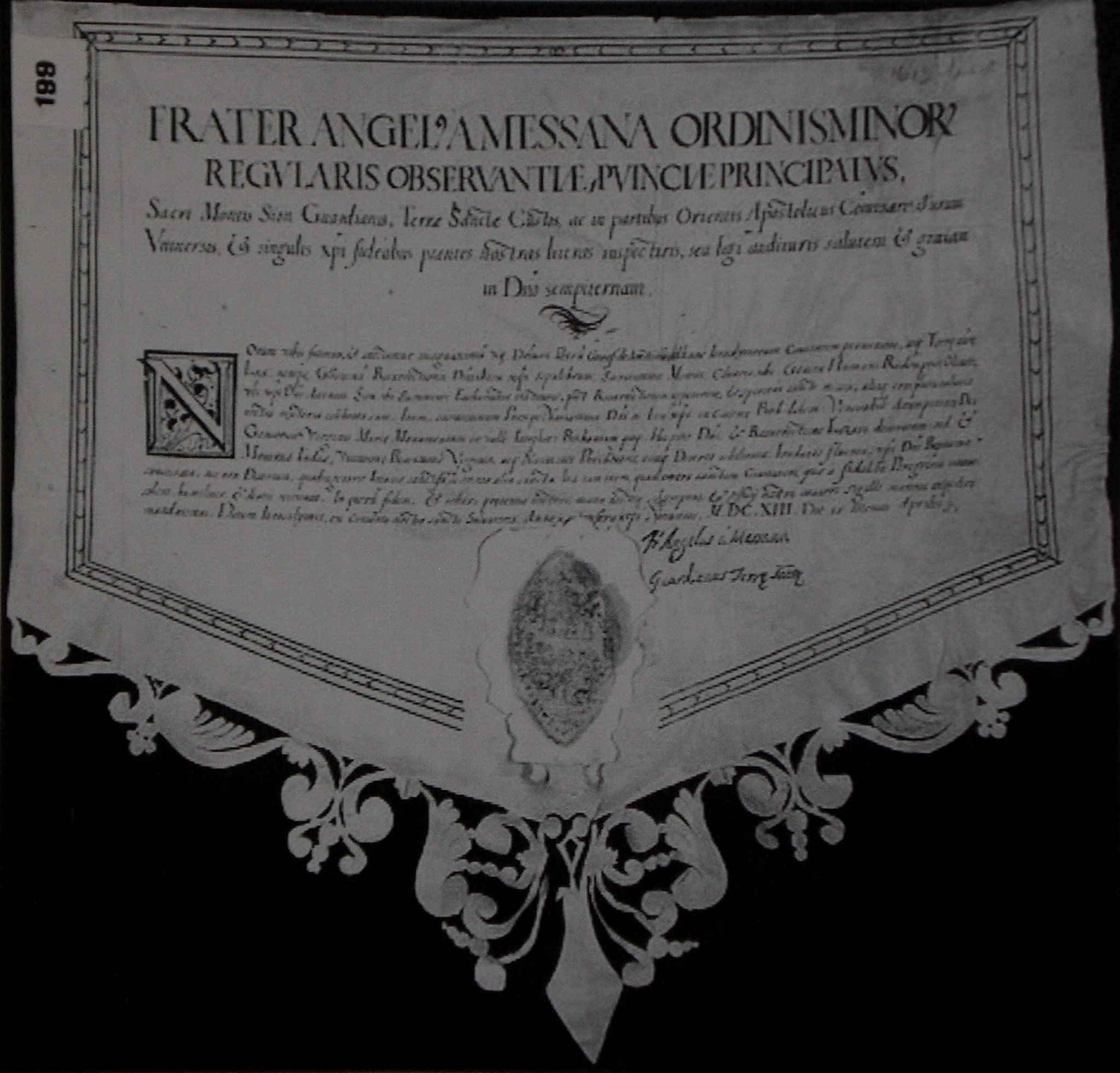
Das Dokument von Pieter Dirck Graeffs Pilgerfahrt nach Jerusalem

#### Cornelis de Graeff
Cornelis (1599–1664), Sohn des Jakob Dircksz de Graeff und Aaltje Boelens Loen, war Vrijheer der Hohen Herrlichkeit von Zuid-Polsbroek, Schlossherr von Ilpenstein sowie als Lehensträger der Stadt Amsterdam Ambachtsherr von Sloten, Nieuwer-Amstel und Amstelveen. Cornelis galt im Laufe des Goldenen Zeitalters als der einflussreichste Regent und Bürgermeister von Amsterdam. Des Weiteren war er auch einer der bedeutenden Kunstsammler und Mäzene seiner Zeit.
Cornelis war zwischen 1643 und 1663 zehnmal regierender Bürgermeister, Staatsrat der Niederlande (Generalstaaten), sowie Präsident der Niederländischen Ostindien-Kompanie (VOC). Während seiner Regentschaft stand er in enger Kooperation mit seinem Neffen Johan de Witt, dem Ratspensionär der Republik der Vereinigten Niederlande. Bis zu seinem Tod im Jahre 1664 war Cornellis unumschränkter Herrscher der Stadt Amsterdam, dem republikanischen Zentrum der Vereinigten Provinzen der Niederlande. Cornelis hatte aber nicht nur die Interessen dieser im Sinn, sondern auch die von Holland und den politischen Ausgleich mit den anderen Provinzen.

#### Dirk de Graeff
Dirk (1601–1637), Sohn von Jakob Dircksz de Graeff und Aaltje Boelens Loen, schloss sein Rechtsstudium mit der Promotion ab. 1626 unternahm er gemeinsam mit seinem Bruder Cornelis und Willem Nooms, Herr van Aarlanderveen (dieser war der Vater einer unehelichen namens Margaretha, welche er gemeinsam mit Dirks Schwester Wendela hatte) eine ausgedehnte Kavaliersreise, welche diese nach Paris, Orléans, Blois, Nantes, La Rochelle, Poitiers und im Jahre 1628 wiederum in die Hauptstadt brachte. Dort wurden sie von dem damaligen schwedischen Botschafter Hugo de Groot (latinisiert Hugo Grotius) freundschaftlich empfangen. Noch im selben Jahr kehrten die drei jungen Männer über Flandern in ihre Heimatstadt zurück.

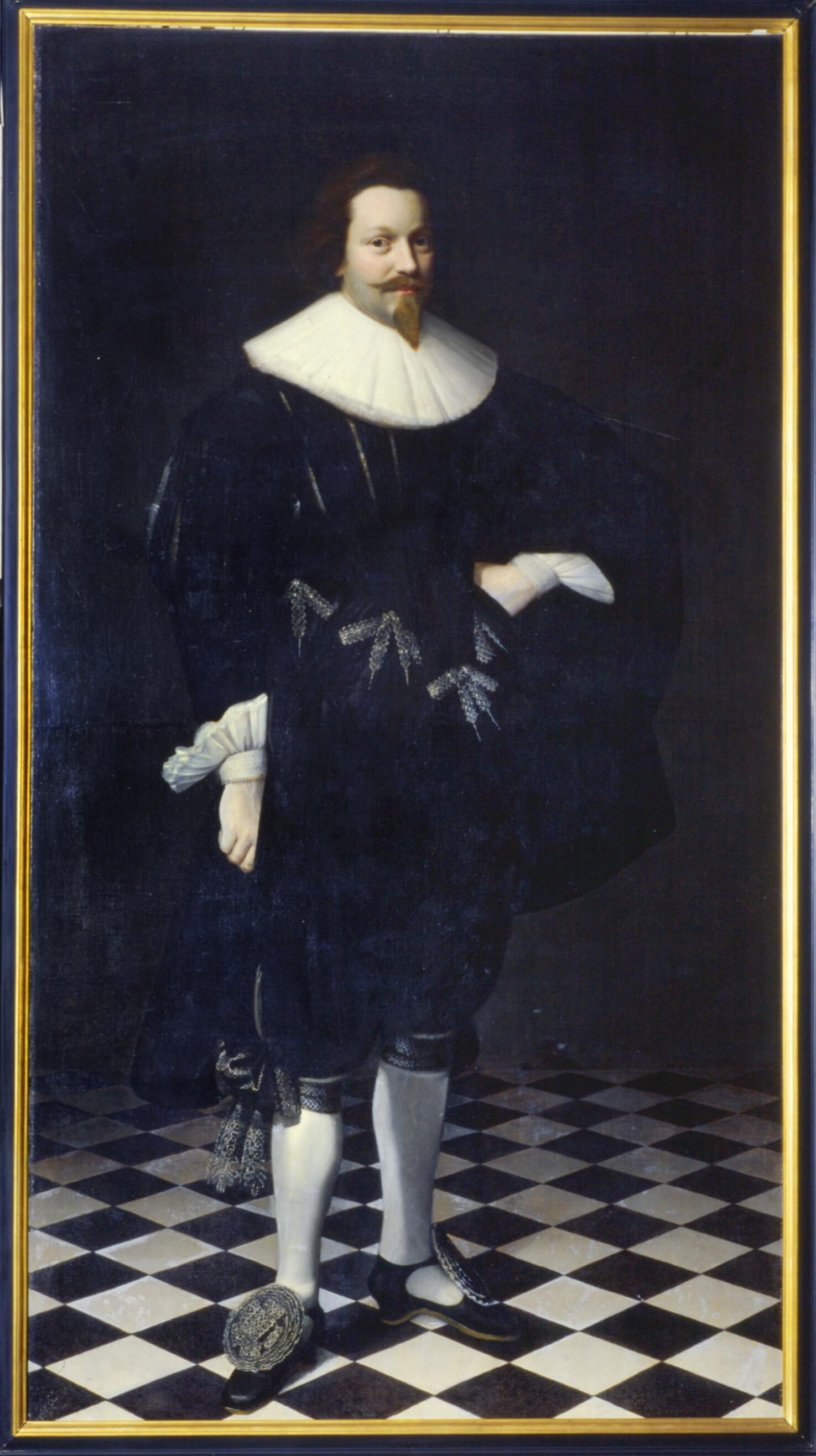
Hochzeitsbildnis des Dirk de Graeff, gemalt von Nicolaes Eliaszoon Pickenoy (1630)
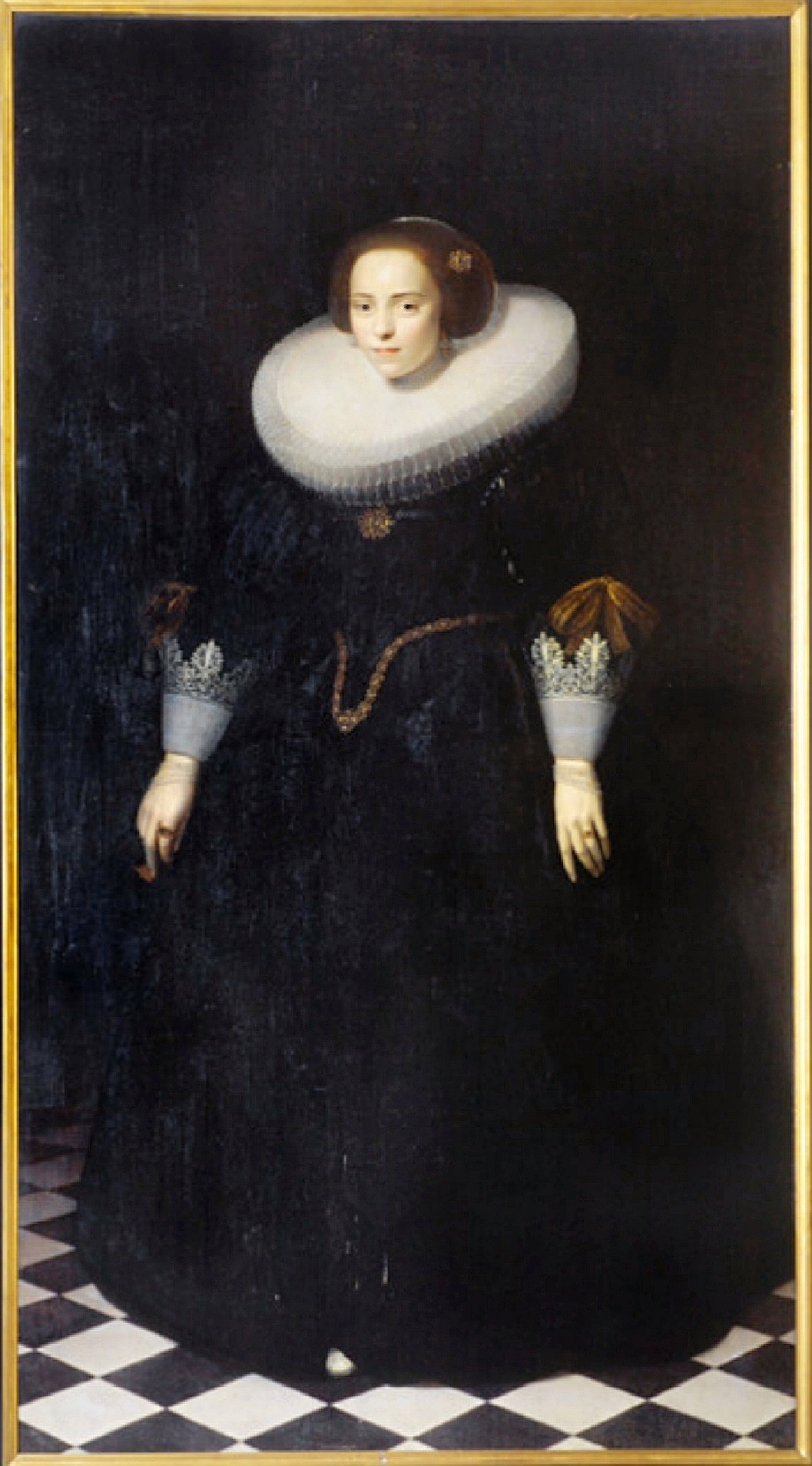
Hochzeitsbildnis der Eva Bicker (1609–1665), gemalt von Pickenoy
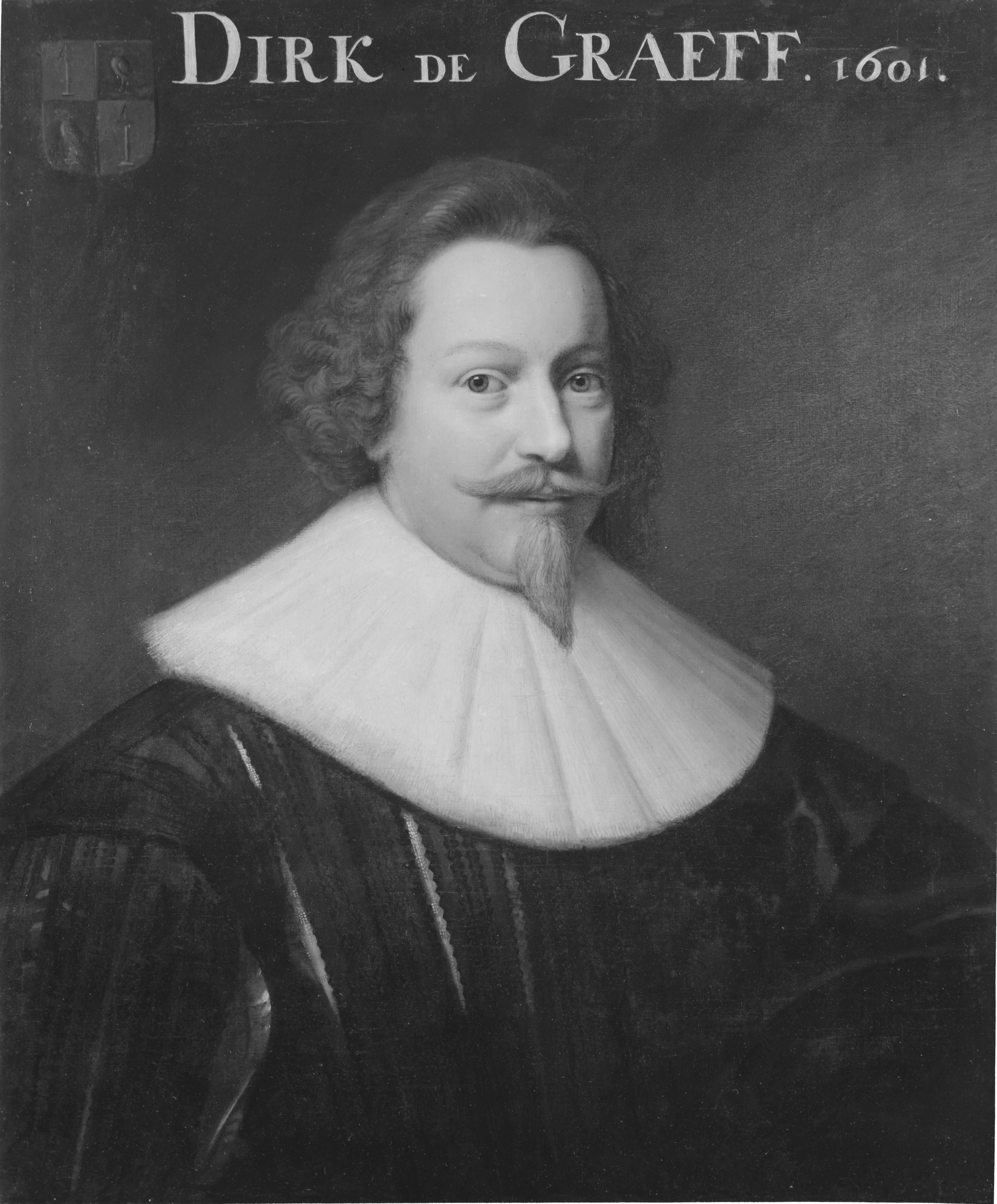
Dirk de Graeff

1631 wurde Dirk zum Kommissar der Stadt Amsterdam bestellt; im Jahre darauf als Schepen und Vroedschap in die Regierung derselbigen. Verheiratet war er mit Eva Bicker, die sich als kinderlose Witwe nach seinem Tod mit Frederik Alewijn verheiratete. Dirk ist 1633 als Leutnant der Bürgergarde (Schutters van de compagnie van kapitein Jacob Symonsz de Vries en luitenant Dirck de Graeff) durch Thomas de Keyser abgebildet worden. Des Weiteren existiert ein Porträt eines unbekannten Künstlers von ihm.

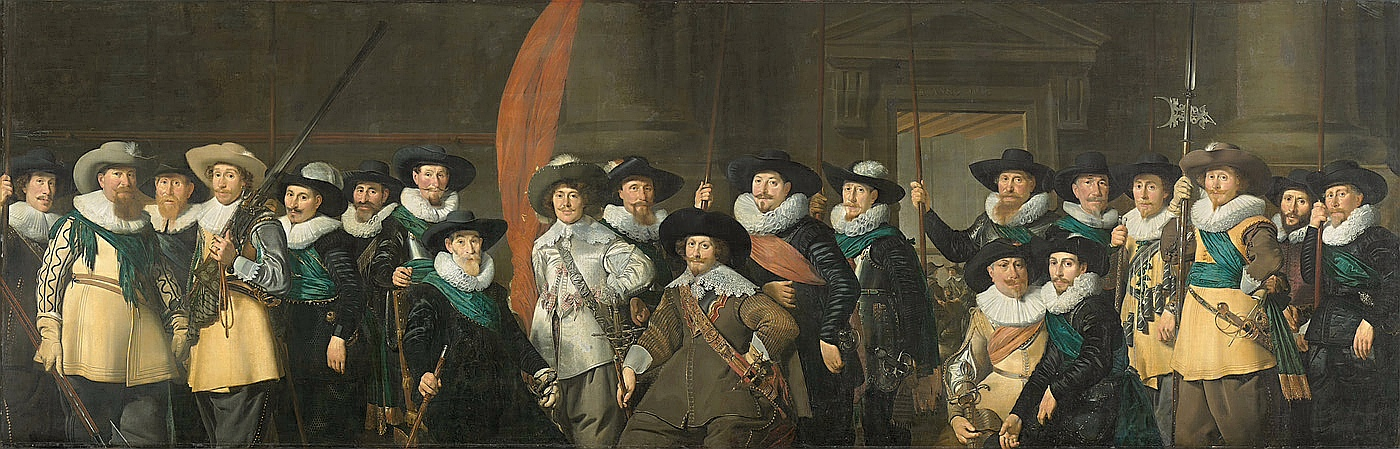
Schützen der kompanie des Kapitäns Jacob Symonsz de Vries (sitzend rechts) und Leutnant Dirck de Graeff (sitzend links), gemalt von Thomas de Keyser

#### Agneta de Graeff van Polsbroek
Agneta (1603–1656) war die Tochter von Jakob Dircksz de Graeff und Aaltje Boelens Loen. Im Jahre 1625 verehelichte sie sich mit dem Amsterdamer Regenten Johan Bicker. Aus dieser Ehe entstammten u. a. zwei Töchter; Wendela Bicker, die den holländischen Ratspensionär Johan de Witt heiratete und Jacoba Bicker, die ihren Cousin Pieter de Graeff ehelichte. Das Ehepaar Agneta und Johan Bicker bewohnte ein Stadthaus an der Amsterdamer Herengracht sowie diverse Landhäuser wie De Eult in Baarn, Akerendam und Duynwijck in Beverwijk. Innerhalb besaßen sie eine Insel, das sogenannte Bickerseiland. Im Jahre 1663 wurden von Agneta und ihrem damals bereits verstorbenen Ehemann zwei Porträts durch Wallerant Vaillant geschaffen. Die Grabstätte des Ehepaares befindet sich in der Amsterdamer Westerkerk.

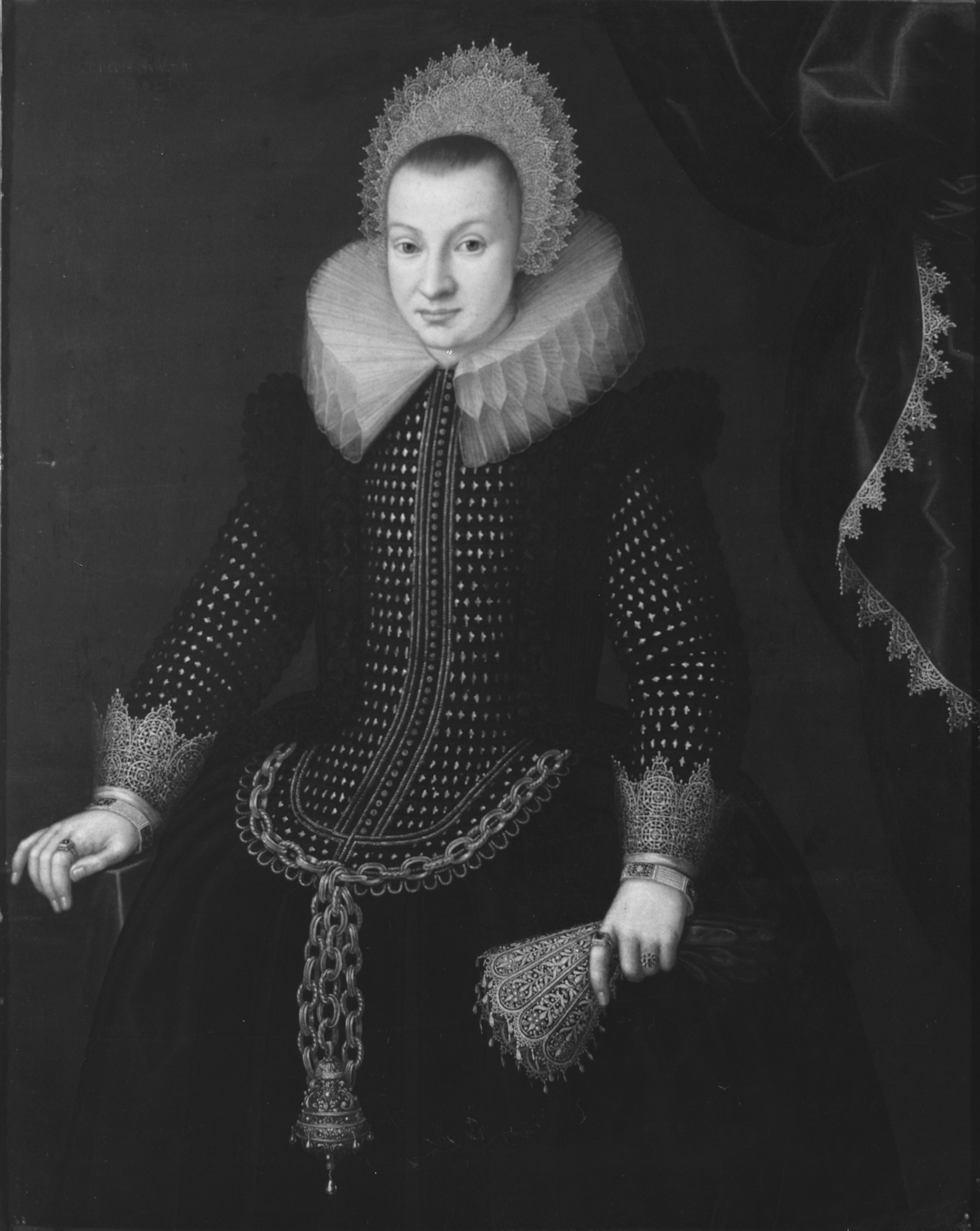
Agneta de Graeff (?) (1621)
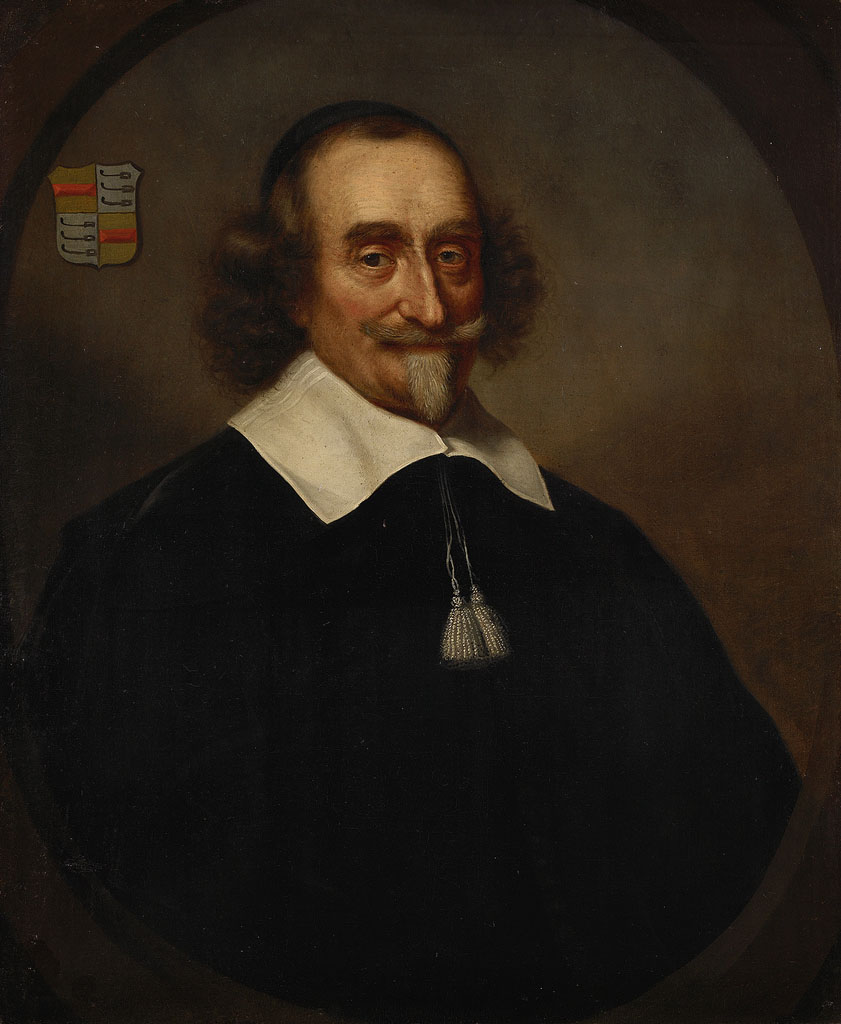
Porträt ihres Mannes Johan Bicker (ca. 1663/64), Wallerant Vaillant zugeschrieben, Amsterdam Museum
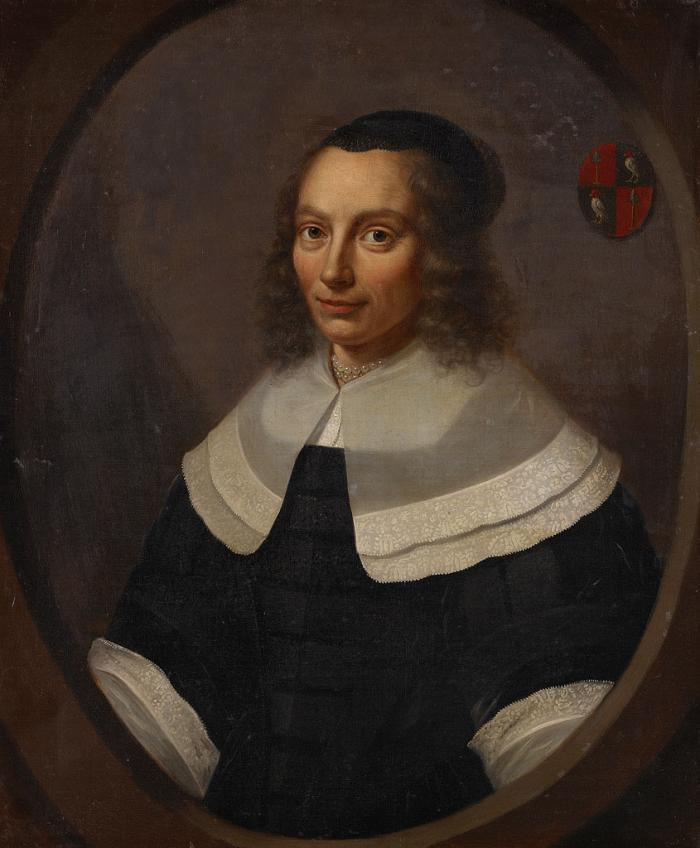
Agneta de Graeff (ca. 1663/64) Wallerant Vaillant zugeschrieben

#### Hendrik de Graeff
Hendrik (* 1605), Sohn von Jakob Dircksz de Graeff und Aaltje Boelens Loen, könnte womöglich die verbindende Person zwischen dem Geschlecht De Graeff und der Schoonhovener Familie De Graeff (De Graaf), der auch der bedeutende Arzt und Forscher Reinier de Graaf (Reinier de Graeff) angehörte, sein.
Über Hendrik bestehen diverse Lebensberichte; einerseits soll er bereits im Alter von 17 Jahren verstorben sein, andererseits noch 1671 (im Alter von 66) Schriften und Gedichte verfasst haben. Er soll zwei Söhne gehabt haben. Hendrik galt als ein bekannter Verfasser von Bühnenstücken 1665 hatte er Calderóns Komödie Lances de amor y fortuna ins Niederländische übersetzt. In weiterer Folge wurde Hendriks Übersetzung als Bearbeitungsvorlage für die Auftritte der Wanderbühne des Johannes Velten verwendet.

#### Wendela de Graeff
Wendela (1607–1652) ehelichte mit Pieter van Papenbroek und hernach mit Wilhelm Schrijver. Sie wurde durch Rembrandt als Josephs Frau Asnath im Rembrandts Jakobssegen (Jakob segnet die Söhne des Joseph) dargestellt.

#### Andries de Graeff
Reichsritter Andries (1611–1678), Sohn des Jakob Dircksz de Graeff und Aaltje Boelens Loen, war im Goldenen Zeitalter ein bedeutender Regent und Bürgermeister von Amsterdam gewesen. Andries war als Lehensempfänger der Stadt Amsterdam als Ambachtsherr von Urk und Emmeloord aufgetreten. Des Weiteren galt er als einer der bedeutendsten holländischen Kunstsammler und Mäzene seiner Zeit. In der Ersten Statthalterlosen Periode war er gemeinsam mit seinem Bruder Cornelis de Graeff einer der einflussreichsten Regenten der Republik. Nach seines Bruders Tod galt Andries als einer der Häupter der republikanisch gesinnten Partei Hollands und als ein vehementer Gegner der politischen Ambitionen des Hauses Oranien.
Im Jahre 1677 erhielten Andries und sein Sohn Cornelis aufgrund der angenommenen Abstammung aus dem Geschlecht der Von Graben (von Stein) durch Kaiser Leopold I. den Reichsritterstand verliehen. Mit dem Tod von Sohn und Vater im darauffolgenden Jahr ist auch der reichsritterliche Zweig De Graeff ausgestorben.

#### Pieter de Graeff
Pieter (1638–1707), Sohn von Cornelis de Graeff, war Vrijheer von Zuid-Polsbroek, Herr von Purmerland und Ilpendam, Regierungsmitglied von Amsterdam, ein vertrauter Ratsmann von Johan de Witt sowie einer der Leiter der Niederländischen Ostindien-Kompanie gewesen (ua).

#### Jacob de Graeff
Jacob (1642–1690), Sohn von Cornelis de Graeff, war Herr von Purmerland und Ilpendam, einer der Grundsteinleger des Amsterdamer Paleis op de Dam sowie ein Mitglied im Amsterdamer Stadtparlament (ua).

#### Cornelis de Graeff (1650–1678)

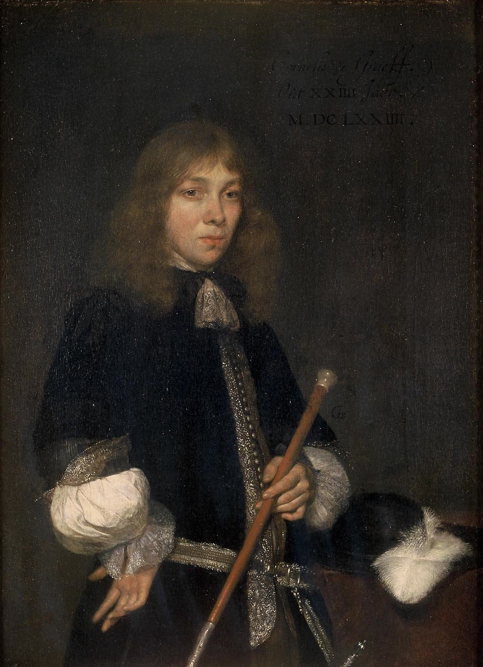
Cornelis de Graeff im Jahre 1673, gemalt von Gerard ter Borch

Reichsritter Cornelis (1650–1678) war hoofdingeland von der Zijpe- und Hazepolder. Er wurde als Sohn des Andries de Graeff und der Elisabeth Bicker van Swieten geboren.
Cornelis wuchs in Den Haag auf, wo sein Vater das Amt des rekenmeester der grafelijke domeinen der Staaten von Holland und West-Friesland erfüllte. Nach seinem Rechtsstudium an der Universität Leiden verehelichte er sich im Jahre 1675 mit Agneta Deutz (1657–1678). Aus dieser Verbindung entstammten drei Kinder, die aber alle vor dem Jahre 1678 verstorben waren. Das Ehepaar bewohnte das väterliche Stadtpalais in der Gouden Bocht der Amsterdamer Herengracht, das Huis van der Graeff. Neben dem Gemälde von Gerard ter Borch ist Cornelis auch von Jürgen Ovens porträtiert worden. Über das Terborchgemälde ist im deutschsprachigen Führer des Museums Mauritshuis folgendes vermerkt: Das Cornelis darstellende Gemälde gelangte über die Sammlung Douairiere van Lennep-Deutz van Assendelft in Den Haag zu Beginn des 20. Jahrhunderts in das in Den Haag. In einem deutschsprachigen Buch steht als Bildbeschreibung unter anderem zu lesen: Auch dieses Porträt des 24-jährigen Sohnes des Amsterdamer Bürgermeisters De Graeff steht vor einem schlichten Hintergrund. Die rotsamtene Tischdecke ergibt den einzigen warmen Ton; die Federn des schwarzen Hutes stecken schneeweiß davon ab. Der junge "Regentensohn", ein Abkömmling einer der bekanntesten Amsterdamer Familien, trägt einen schwarzen Samtrock nach der letzten französischen Mode, aus dem die mit einem Spitzensaum besetzten Hemdärmel bauschig hervorragen. In der linken Hand hält er einen Spazierstock mit silbernem Knauf. Die Rechte hat er etwas affektiert und kokett in die Seite gestützt. Es ist ein modisches Porträt, aber verfeinert und zurückhaltend, in dem sich Ter Borchs vornehmer Geschmack in glücklicher Weise mit den Wünschen seiner Auftraggeber verbunden hat.
1677 erhielten Cornelis und sein Vater aufgrund der angenommenen Abstammung aus dem Geschlecht der Von Graben (von Stein) durch Kaiser Leopold I. den Reichsritterstand verliehen. Ein Jahr danach verstarb das Ehepaar an einer Essensvergiftung, die sie sich beim Festbankett anlässlich des Friedens von Nimwegen zugezogen hatten. Cornelis und seine Frau Agneta wurden im Familiengrab in der Oude Kerk bestattet. Mit dem Tod von Sohn und Vater im selben Jahr ist auch der reichsritterliche Zweig De Graeff ausgestorben. Als Erbin des kinderlosen Cornelis ist seine Schwester Alida, Vrijvrouwe der Hohen Herrlichkeit Jaarsveld, aufgetreten.

#### Alida de Graeff
Alida (1651–1738), Tochter von Andries de Graeff und Elisabeth Bicker van Swieten, war Vrijvrouwe der Hohen Herrlichkeit Jaarsveld.
1678 ehelichte sie Diederik (Theodorus) van Veldhuyzen, Herr von Heemstede, Präsident und Ratsherr der Staaten von Utrecht. Dieser Ehe entstammten keine Kinder. Im selben Jahr erbte sie von ihrem Vater das Huis van der Graeff in der Gouden Bocht. Das Ehepaar ist in weiterer Folge nach Den Haag übersiedelt. 1680 erstand das Ehepaar durch Kauf Heemstede und Schloss Heemstede. Hier legten sie eine barocke Gartenanlage an und ließen das Interieur des Schlosses durch Daniel Marot im Ludwig XIV.–Stil verfeinern.
Als Alida 1738 verstarb, wurde ihr Erbe aufgeteilt. Die die Herrlichkeit Jaarsveld wurde durch ihren Testamentsvollstrecker an ihren Cornelis Johansz de Witt (1696–1769), Enkelsohn von Johan de Witt (der ein Neffe ihres Vaters Andries de Graeff war), „verkauft“. Das Den Haager Stadthaus Huis Jaersvelt in der Lange Voorhout 40 erhielt ihr Neffe Johan de Graeff (1673–1714) und dessen Ehegattin Johanna Hooft (1678–1738). Das Amsterdamer Huis van der Graeff und das Gut Vredenhof bei Voorschoten im Rijnland ergingen an Alidas Patenkind Alida Johanna de Graeff (1713–1757), einer Tochter von Johan de Graeff.

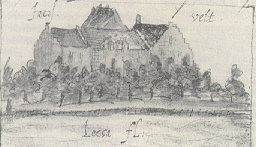
Schloss Jaarsveld
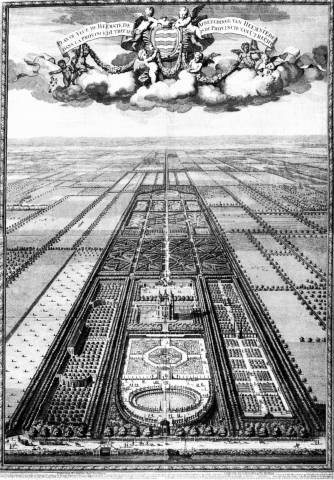
Ansicht des Schlosses Heemstede mit barocker Gartenanlage

#### Arnoldina de Graeff
Arnoldina (Aertje) (1652–1703), Tochter von Andries de Graeff und Elisabeth Bicker van Swieten, war Vrijvrouwe von Jaarsveld. Sie war mit Transisalanus Adolphus Baron van Voorst tot Hagenvoorde van Bergentheim, Vrijheer von Jaarsveld, Mitglied der Ritterschaft von Holland, Hofmeister von Wilhelm III. und Leutnant-Statthalter von Gorinchem, verheiratet.

#### Cornelis de Graeff (1671–1719)
Cornelis (1671–1719), Sohn von Pieter de Graeff und Jacoba Bicker war Herr von Purmerland und Ilpendam sowie Kanoniker im Domkapitel von Sankt Pieter in Utrecht.
Cornelis promovierte an der Universität Leiden zum Magister der Rechte. Da er geistesgestört war, hatte er seit dem Tod seines Vaters im Jahre 1707 unter Vormundschaft gestanden. Er vermachte seinen Erben eine reichhaltige Kunstsammlung.

#### Johan de Graeff

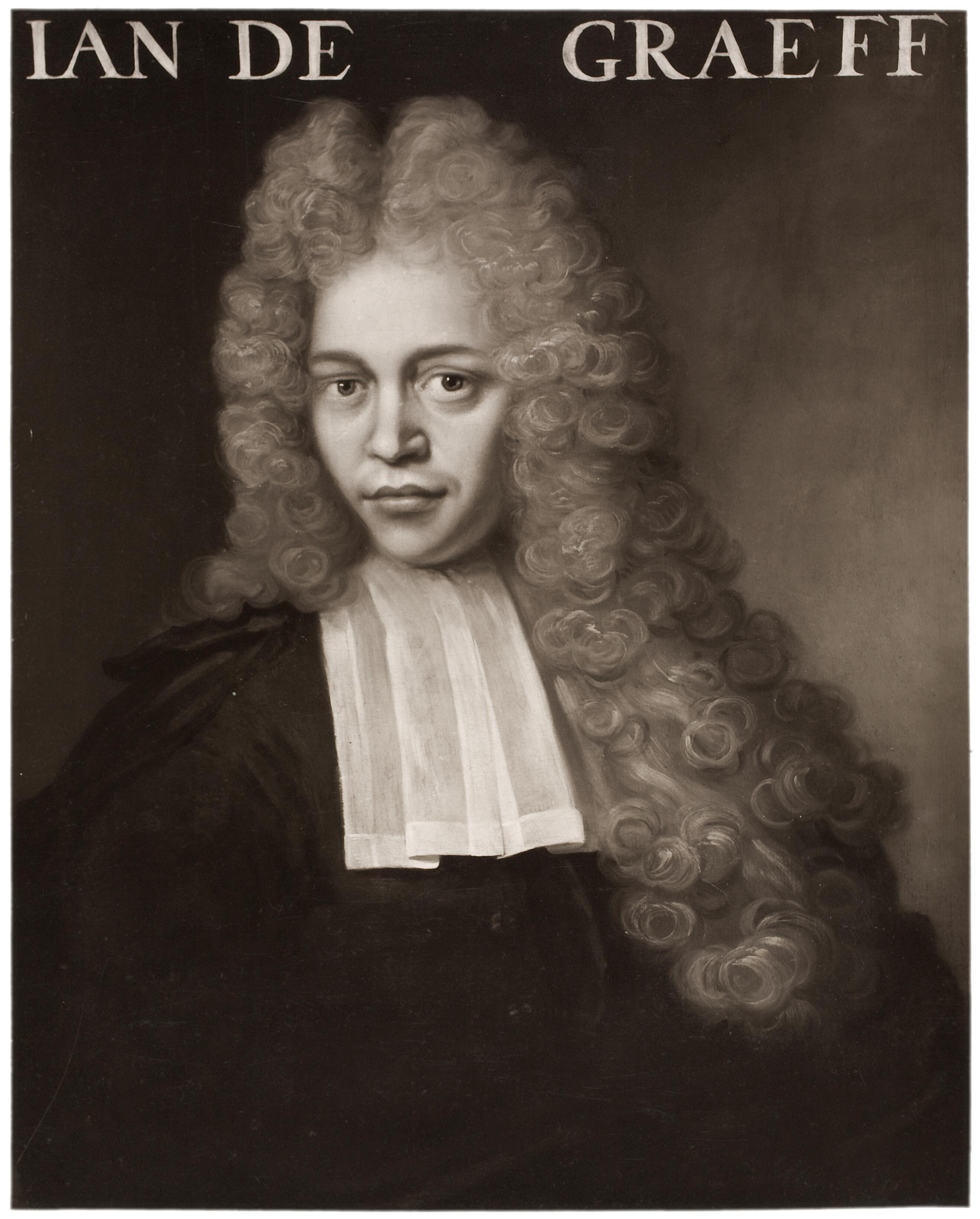
Johan de Graeff

Johan (1673–1714), Sohn von Pieter de Graeff und Jacoba Bicker war Vrijheer von Zuid-Polsbroek sowie ein Amsterdamer Regent.
Nach seinem Rechtsstudium in Leiden verehelichte er sich mit Johanna Hooft (1678–1738). Dieser Verbindung entstammten drei Kinder. 1709 wurde er in die Vroedschap aufgenommen und zum Schepen der Stadt Amsterdam ernannt.

#### Gerrit de Graeff

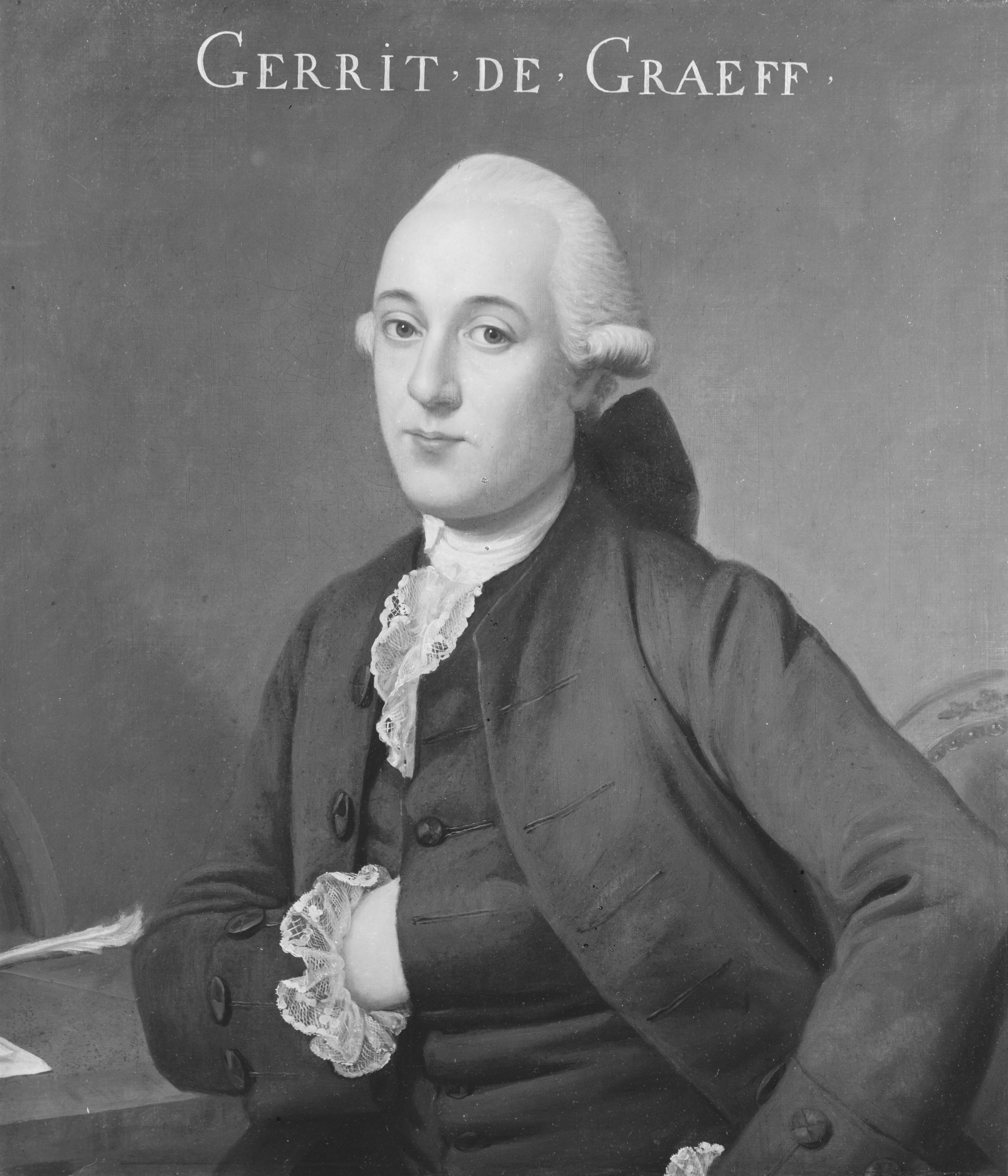
Gerrit de Graeff (Porträts eines unbekannten Künstlers)

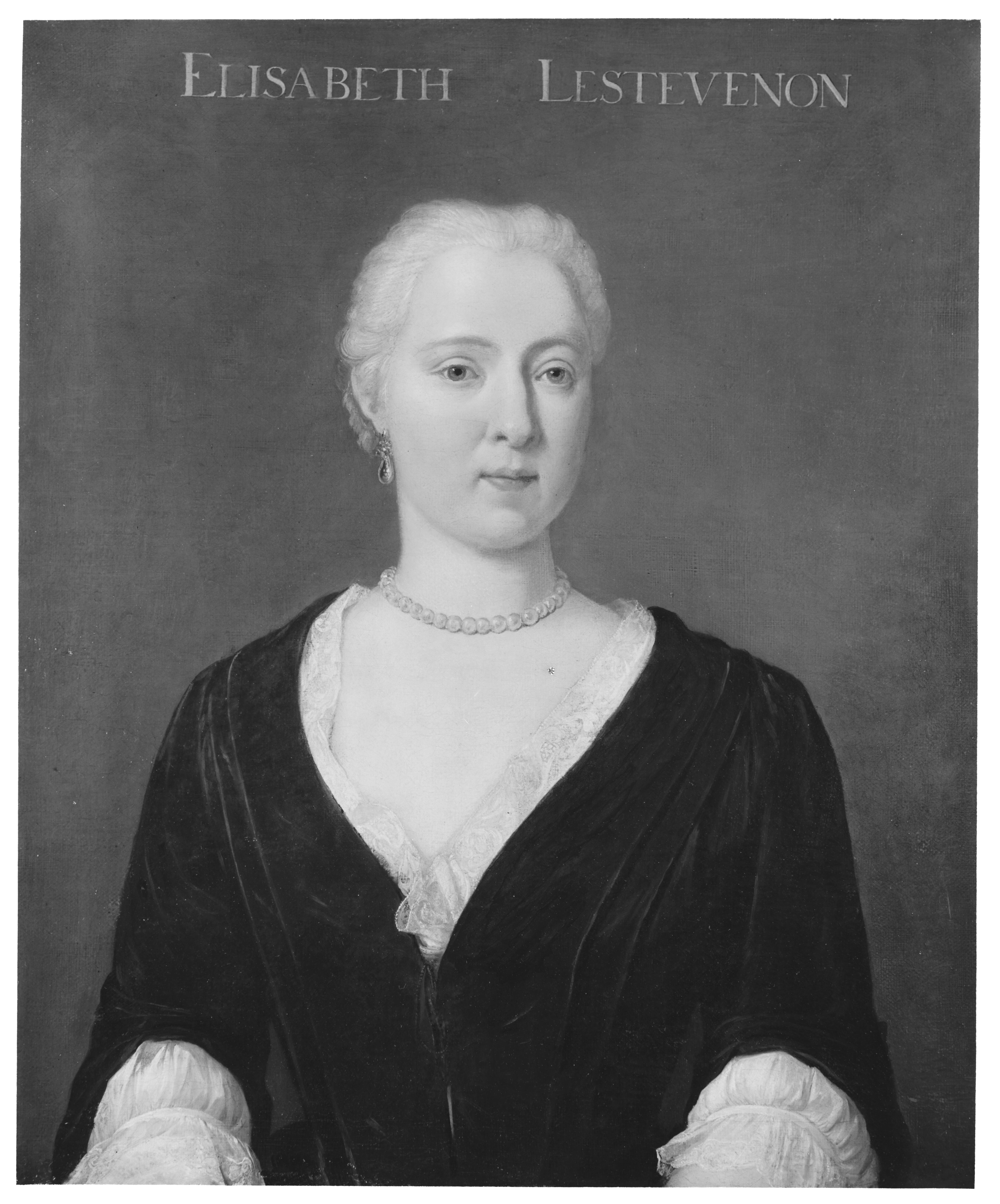
Elisabeth Lestevenon

Gerrit (1711–1752), Sohn des vorherigen, war Vrijheer der Hohen Herrlichkeit von Zuid-Polsbroek, Heer (auch als Vrijheer genannt) und der Hohen Herrlichkeit von Purmerland und Ilpendam. Er war zeitlebens für seinen Reichtum und seinen Geiz bekannt.
1736 wurde er zu einem der Leiter der Niederländischen Ostindien-Kompanie bestellt. Im folgenden Jahr erfolgte seine Ernennung zu einem der Leiter über die Niederländische Westindien-Kompanie. Gerrit war zweimal verheiratet (zuerst mit Maria Elisabeth Sautijn (1709–1736) und hernach mit Elisabeth Lestevenon (1716–1766)) und ließ drei das Erwachsenenalter erreichende Kinder nach. In die Amsterdamer Stadtregierung konnte er im Jahre 1739 als Schepen Einzug halten. 1742 wurde sein jährliches Einkommen auf 20.000 bis 22.000 Gulden geschätzt. Weitere Ämter hatte Gerrit als Mitglied der Amsterdamer Vroedschap, Kapitän der Bürgergarde, Kommissar des t’ Zandpad im Noorderkwartier und zwischen den Jahren 1748 und 1752 als einer der Direktoren der Sozietät von Suriname inne.
Zwischen den Jahren 1738 und 1749 verkaufte Gerrit unter der Hand diverse Meisterwerke der holländischen Malerei seine Vorfahren darstellend an den Hamburger Kunsthändler Anthony Rutgers. So auch Rembrandts Gemälde des Andries de Graeff und den Jakobssegen, das der Kunsthändler an den Landgrafen Wilhelm VIII. von Hessen-Kassel verkaufte, der damit seine Gemäldegalerie auf Schloss Wilhelmshöhe ausstattete. Des Weiteren stand Gerrit im Besitz des Frans Hals Bildes Catharina Hooft mit ihrer Amme. Gerrit war zeit seines Lebens als zynischer Aristokrat unbeliebt gewesen, so hatte Jacob Bicker Raye in seinem Tagebuch über De Graeffs Ableben nach längerer Krankheit nichts Schmeichelhaftes geschrieben.

#### Joan de Graeff
Joan (1735–1754), Sohn des vorherigen war nach seines Vaters Tod zwischen 1752 und 1754 Vrijheer von Zuid-Polsbroek.

#### Gerrit II de Graeff
Gerrit (1741–1811), Bruder des vorherigen, war Vrijheer von Zuid-Polsbroek, Herr von Purmerland und Ilpendam. Gerrit war durch seines Vaters Eheschließungen mit Mattheus Lestevenon und Apollonius Jan Cornelis Lampsins, Baron von Tobago, verwandt. Er studierte an der Universität Leiden. 1785 ehelichte er Christina van Herzeele, mit der er zwei Kinder hatte; Gerrit III de Graeff und Geertruid Elisabeth de Graeff (1776–1857), welche mit Gijsbert Carel Rutger Reinier van Brienen van Ramerus (1771–1821) verheiratet war.
Gerrit war ein remonstrantischer und patriotischer Politiker in der Tradition der Regenten des 17. Jahrhunderts stehend. Zwischen 1762 und 1787 erfüllte er verschiedenen Regierungsfunktionen in Amsterdam, worunter Vroedschap, Schepen, Ratsherr und Kommissar. 1787 wurde er – nach dem Einfall der preußischen Truppen in den Niederlanden und der Wiedereinsetzung des Erbstatthalters Wilhelm V. von Oranien – aufgrund seiner Gesinnung zusammen mit Hendrik Hooft aus der Stadtregierung ausgeschlossen. Nach dem Einfall der französischen Truppen nun der Begründung der Batavischen Republik wurde Gerrit im Jahre 1795 erneut in die Stadtregierung aufgenommen. 1799 wurde er zum Mitglied des Regierungsrates Vertegenwoordigend Lichaam ernannt. 1803 wurde er zum Wethouder von Amsterdam benannt.

#### Gerrit III de Graeff
Gerrit (1766–1814), Sohn des vorherigen, war Vrijheer von Zuid-Polsbroek und Herr (ebenfalls als Vrijheer tituliert) von Purmerland und Ilpendam.

#### Gerrit IV de Graeff
Gerrit (1797–1870), Sohn des vorherigen, war Vrijheeren von Zuid-Polsbroek, Purmerland und Ilpendam, Fabrikant sowie Mitglied im Amsterdamer Gemeinderat gewesen. Aus seiner Ehe mit Carolina Ursulina Stephania Engels (1799–1864) stammten vier Kinder. 1833 wurde er als Diakon der Reformierten Kirche in Amsterdam genannt.

#### Gerrit Arnold Theodoor de Graeff
Gerrit Arnold Theodoor (1831–1889), Sohn des vorherigen, wanderte 1850 nach Südafrika aus und begründete einen dortigen Familienzweig, der noch heutzutage blüht. 1834 hatte er im Kindesalter den ersten Stein des Neubaus der Reformierten Kirche Polsbroek gelegt.
De Graeff hatte 1834 im Kindesalter den ersten Stein des Neubaus der Reformierten Kirche Polsbroek gelegt. Es handelte sich um dieselbe Schaufel mit der vor ihm schon sein Ur-Urgroßvater Gerrit de Graeff (I) im Jahr 1723 den ersten Stein der Kirche von Ilpendam legte. Er wanderte 1850 an das Kap der Guten Hoffnung nach Südafrika aus. Er ehelichte 1854 mit Agnes Henrietta van Rissen und hatte sechs gemeinsame Kinder. 1884 war er für einige Monate in Batavia [Jakarta, Indonesien]. Nach seiner Rückkehr wurde er Sekretär des Executive Komitees von Port Elizabeth und hernach von Graaff-Reinet.

#### Dirk de Graeff van Polsbroek
Jhr. Dirk (1833–1916), Sohn von Gerrit IV de Graeff, war ein Diplomat und niederländischer Generalkonsul und „Minister-Resident“ in Japan. Dort spielte er als Ratsherr des japanischen Kaisers Meiji eine wichtige Rolle bei Verhandlungen mit diversen westlichen Staaten (ua).

#### Andries Cornelis Dirk de Graeff
Jhr. Andries Cornelis Dirk (1872–1958), Sohn von Dirk de Graeff van Polsbroek, war Diplomat, Generalgouverneur von Niederländisch-Ostindien sowie niederländischer Außenminister (ua).

#### Dirk Georg de Graeff
Jhr. Dirk Georg de Graeff (1905–1986), Sohn von Géorg de Graeff und Lidia Christine Adelaide Dijckmeester, war mit Wendela Johanna Leonia Hooft verheiratet. Dirk Georg war Kammerherr und Zeremonienmeister der niederländischen Königinnen Wilhelmina und Juliana. Des Weiteren war er als Agent der Niederländischen Handelsgesellschaft tätig. 1964 war er Direktor der Twentsche Bank, und hernach Managing Direktor der Algemene Bank Nederland. 1970 erhielt Dirk Georg den Orden von Oranien-Nassau.

#### Jan Jaap de Graeff
Jan Jaap (* 1949) ist der Sohn von Jacob de Graeff (* 1921) und Johanna H.A. Bijl de Vroe (* 1926). Er ist Direktor der niederländischen Naturmonumente und seit Jahresbeginn 2011 Kammerherr der niederländischen Königin Beatrix. Jan Jaap war zwischen 1994 und 2003 Deichgraf der Hoogheemraadschap von Schieland, Vorsitzender der Union für Wasserschaften und ist aktiv in die Erhaltung der Polderlandschaft involviert. Er bewohnt den alten Patriziersitz Schaep en Burgh in 's-Graveland.

#### Jan Jacobsz Graeff

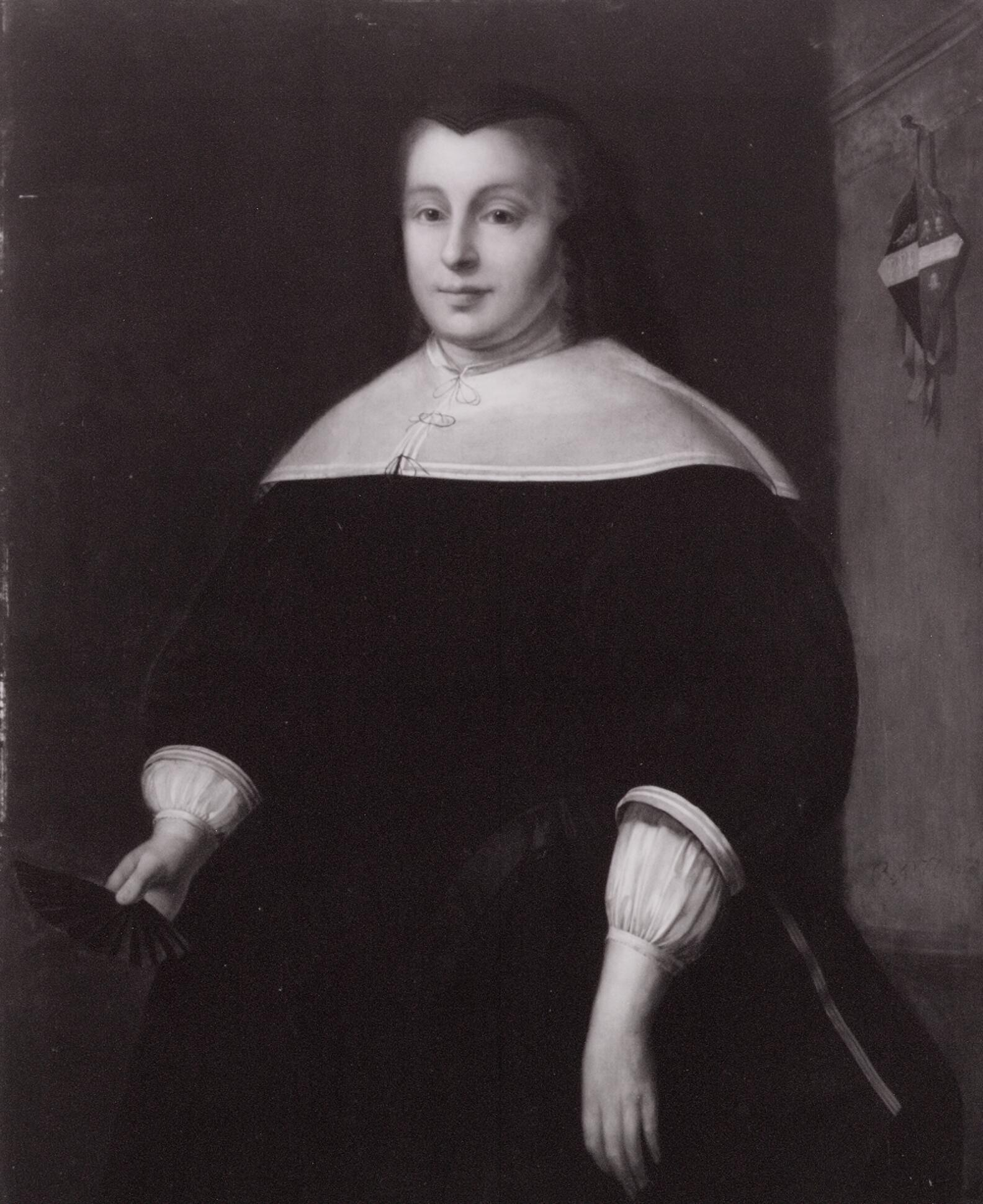
Jan Jacobs Enkeltochter Ida Coetenburg († 1679), Tochter von Reynier Adriaansz Coetenburgh und Adriana Jansdr Graeff, ehelichte Jordaen Pietersz Stoop

Jan Jacobsz (* Alblasserdam, 1570/75) war ein Sohn von Jacob Jansz Graeff († ca. 1580), einem Sohn von Jan Pietersz Graeff, und Geertge Claes Coppensdr van Ouder Amstel. Jan Jacobsz war als Hoogheemraad Mitglied des Wasserverbandes der Zijpe. Verheiratet war er mit Trijn Simons Comans († 1613), mit der er fünf Kinder zeugte; Adriana Jans Graeff († nach 1640) ehelichte Reynier Adriaansz Coetenburgh († 1633), ein hohes Mitglied der holländischen Deichverwaltung und Schepen von Alkmaar. Cornelis Jansz Graeff heiratete Adriana Jansdr Pauw (Tochter des Alkmaaer Bürgermeisters Jan Pauw) und später Maria van der Veen. Seine Nachkommenschaft war unter anderem mit den Geschlechtern Van Egmond van de Nijenburg, Boelens Loen, Van Foreest, Bardes und Cromhout verbunden.

#### Albert Claesz de Graeff
Albert Claesz (* um 1620), Sohn des Claes Jansz Graeff und Enkelsohn des vorherigen war ein holländischer Marineoffizier und Konteradmiral (niederländisch: Schout-bij-nacht). Der im Dienst der Admiralität von Amsterdam stehende Albert Claesz hatte am Ersten Englisch-Niederländischen Krieg (1652–1654) sowie am Zweiten Englisch-Niederländischen Krieg (1665–1667) als Schout-bij-nacht unter Jacob van Wassenaer Obdam teilgenommen. Als solcher war er in der verlustreichen Seeschlacht bei Lowestoft involviert.

## Familienverband
Im Jahr 2013 wurde der weltweit tätige Familienverband Gräff-Graeff e. V. als eingetragener Verein in Österreich gegründet. Der Familienverband dient dem Kennenlernen, der Kommunikation, dem Gedankenaustausch, der Forschung und der Zusammenführung der Graeff'schen Familien, angebliche und behauptete natürliche Nachkommen des österreichischen Adeligen Wolfgang von Graben. Der Familienverband verfügt über mehrere Ländervertretungen und hat ungefähr 150 Mitglieder.

## Information
Die Daten zu diesem Artikel wurden aus der seit 2006 bestehenden Graeff Forschung von Matthias Laurenz Gräff übernommen.